# Vọng cách
Vọng cách hay gọi cách, cách biển, lá cách (danh pháp khoa học: Premna serratifolia) là loài cây thường xanh thuộc họ Hoa môi, được Carl von Linné mô tả khoa học năm 1771.
Cây bụi lớn cao tới 7m, phân nhánh nhiều, mọc thẳng đứng, hiếm khi là leo, có thể có gai. Lá đơn nguyên, mọc đối chữ thập. Có hình dạng và màu sắc rất thay đổi, hình trái xoan hay trái xoan bầu dục, gốc tròn hay hình tim, hơi bất xứng, chóp tù hay có mũi ngắn, dài tới 16 cm, rộng 12 cm hay hơn, rìa lá nguyên hoặc hơi khía răng ở phần trên, có ít lông ở dưới, nhất là trên các gân. Lá non có màu xanh nhạt, khi già màu xanh đậm. Hoa mọc ở đầu cành, hoa tự ngù, kích thước hoa nhở, màu trắng xám. Quả hình trứng, màu đen khi chín, rộng cỡ 3–4 mm, có 4 ô, mỗi ô chứa một hạt. Mùa hoa quả từ tháng 5 đến tháng 11 hàng năm, khi cây có hoa thường thu hút nhiều côn trùng ong bướm.

## Sinh thái và phân bổ
Cây có biên độ sinh thái rộng, thích nghi được vùng đất thường xuyên ngập nước mặn đến nước lợ và nước ngọt. Xuất hiện từ ven biển, đầm lầy đến ven suối, ven trảng rừng ở cao độ 0–300 m, nơi có ánh sáng toàn phần đến bóng râm một phần.
Cây Vọng cách mọc hoang phân bổ từ miền Nam Trung Quốc tới Ấn Độ, khắp vùng Đông Nam Á, Úc và các đảo tây Thái Bình Dương.

## Sử dụng
Vọng cách được sử dụng làm thuốc, pha nước uống hàng ngày hoặc làm rau gia vị trong ẩm thực, trong đó có thể kể đến các món sử dụng lá cách ăn sống (kèm một số loại lá khác, như lá sung, lá đinh lăng, lá điều, lá đào,, cù nèo, bông súng v.v.) như món gỏi cá, bánh xèo; các món um lá cách như lươn um lá cách; các món xào lá cách sử dụng thịt gà, thịt rắn, lươn, ếch, thịt chuột v.v.. Lá khi gặp nhiệt độ cao thì thơm lừng và có tác dụng khử tanh của thực phẩm, biến thực phẩm trở nên thơm ngon.
Trong Đông y lá cách có công dụng làm mát gan, thải độc, thanh nhiệt, hỗ trợ điều trị viêm đại tràng, tăng cường chức năng tiêu hoá, điều trị lỵ, thông tiểu, lợi sữa, giúp phòng ngừa và chữa các bệnh về gan, viêm đại tràng, thông tiểu, hạ huyết áp, trị nhức mỏi, điều hòa kinh nguyệt.

## Bảo tàng hình ảnh cây vọng cách

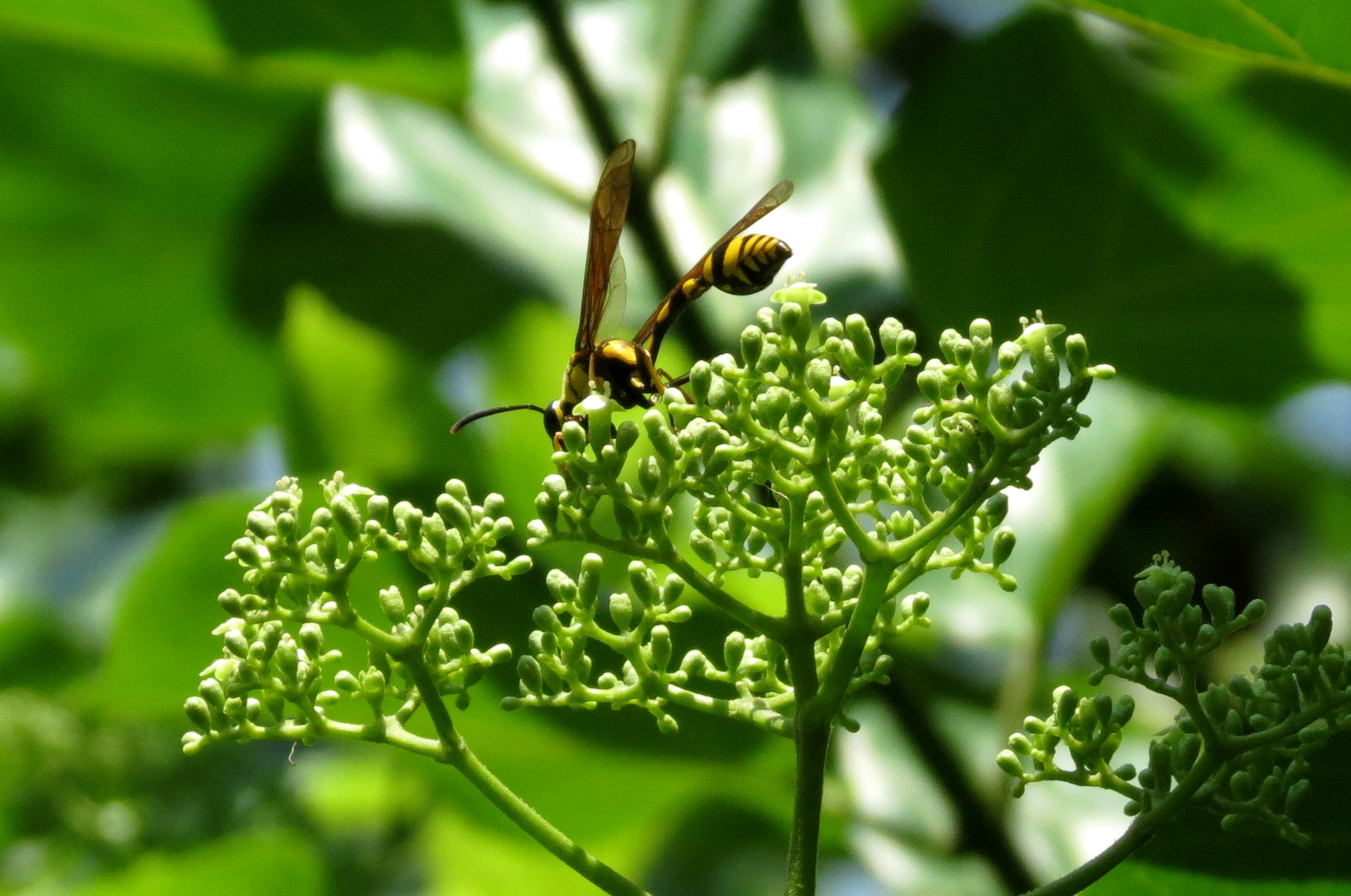
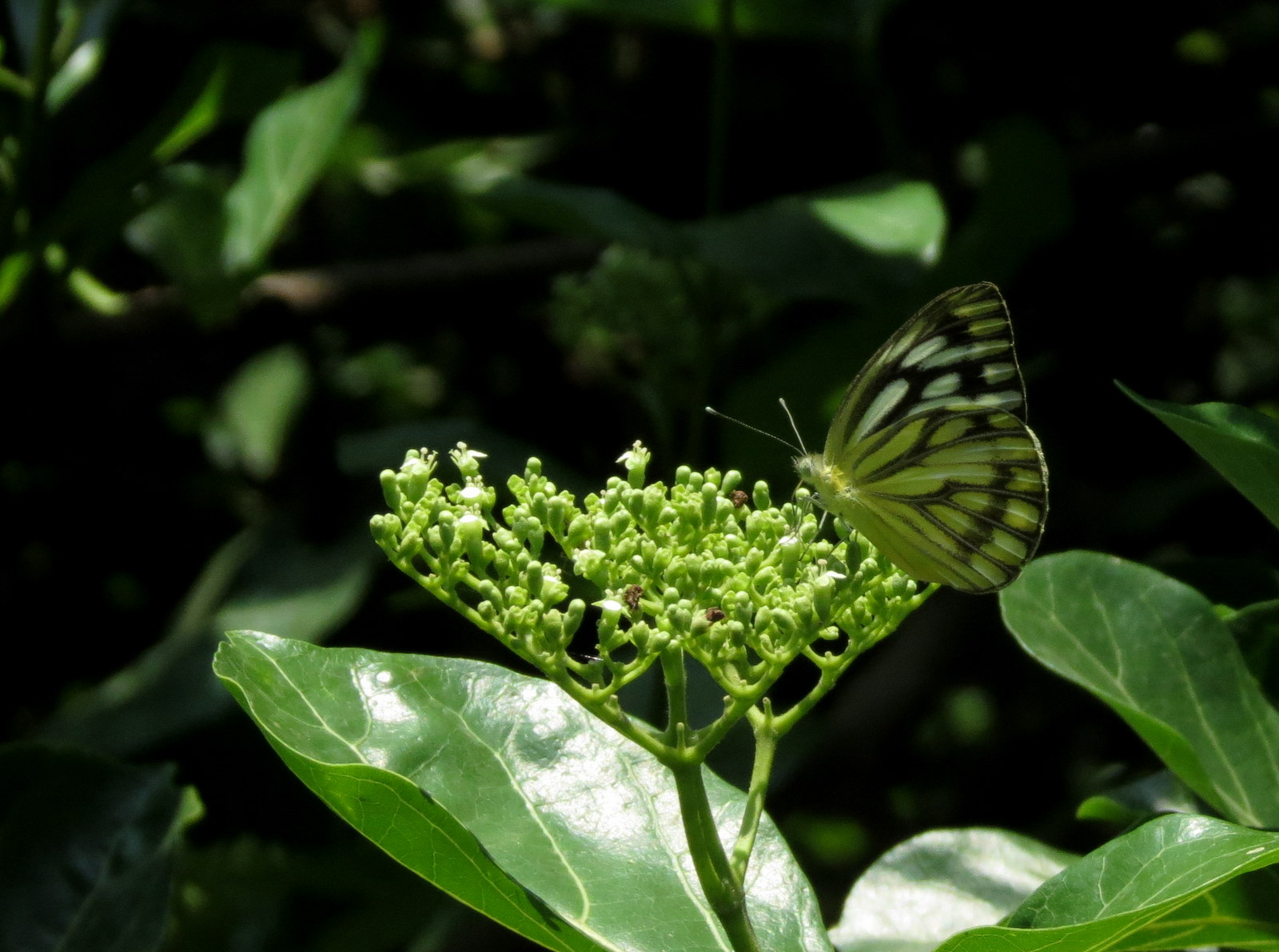
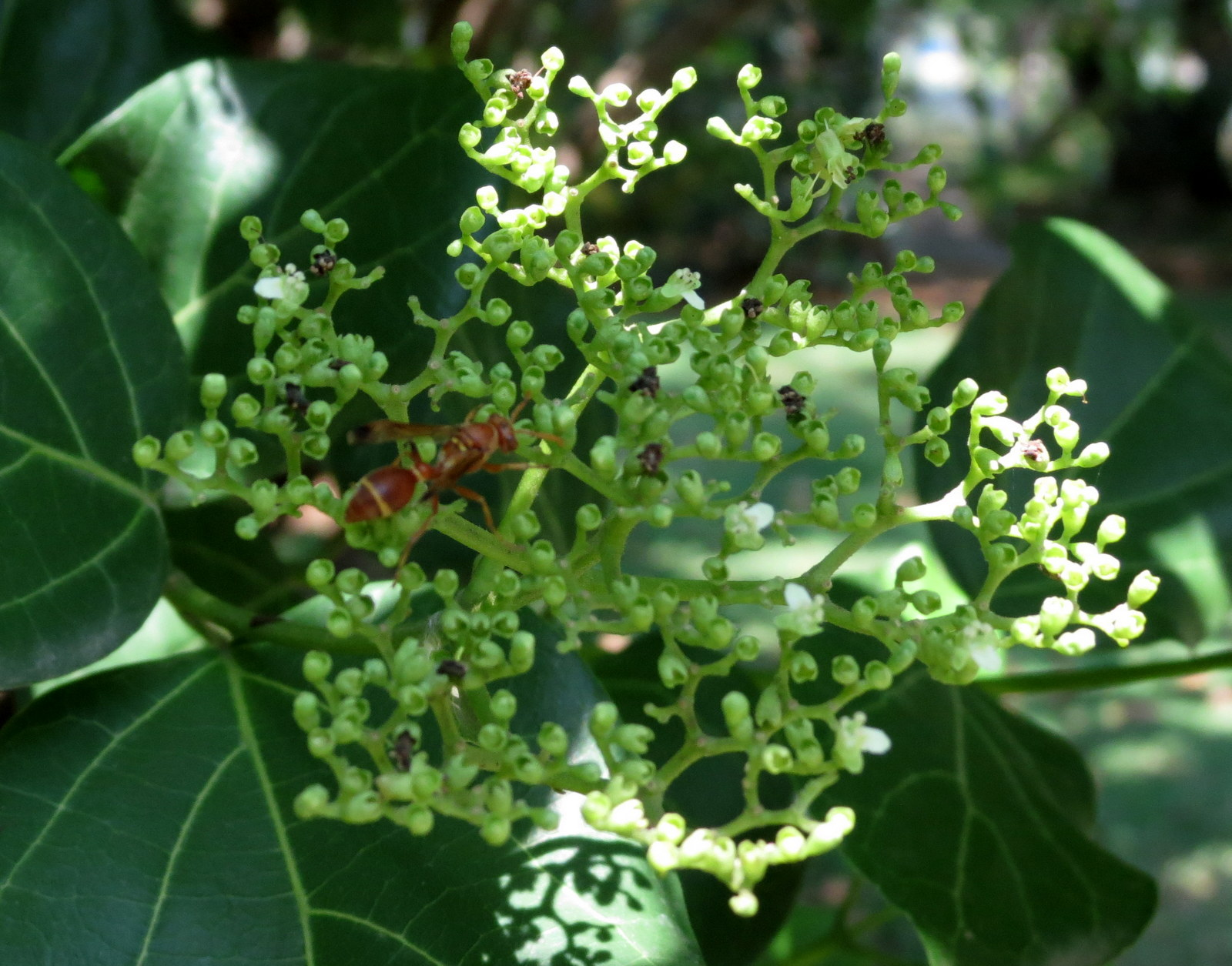
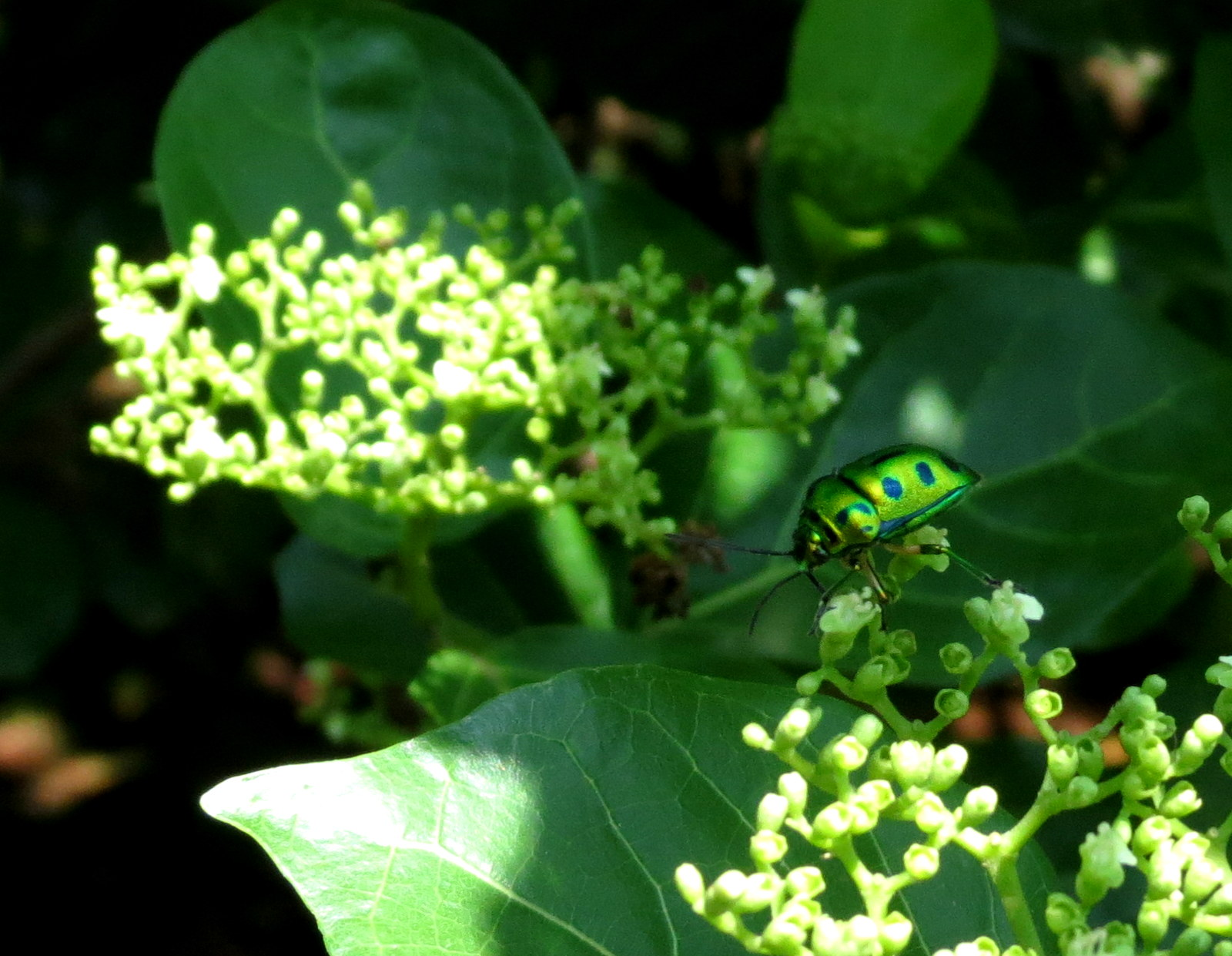
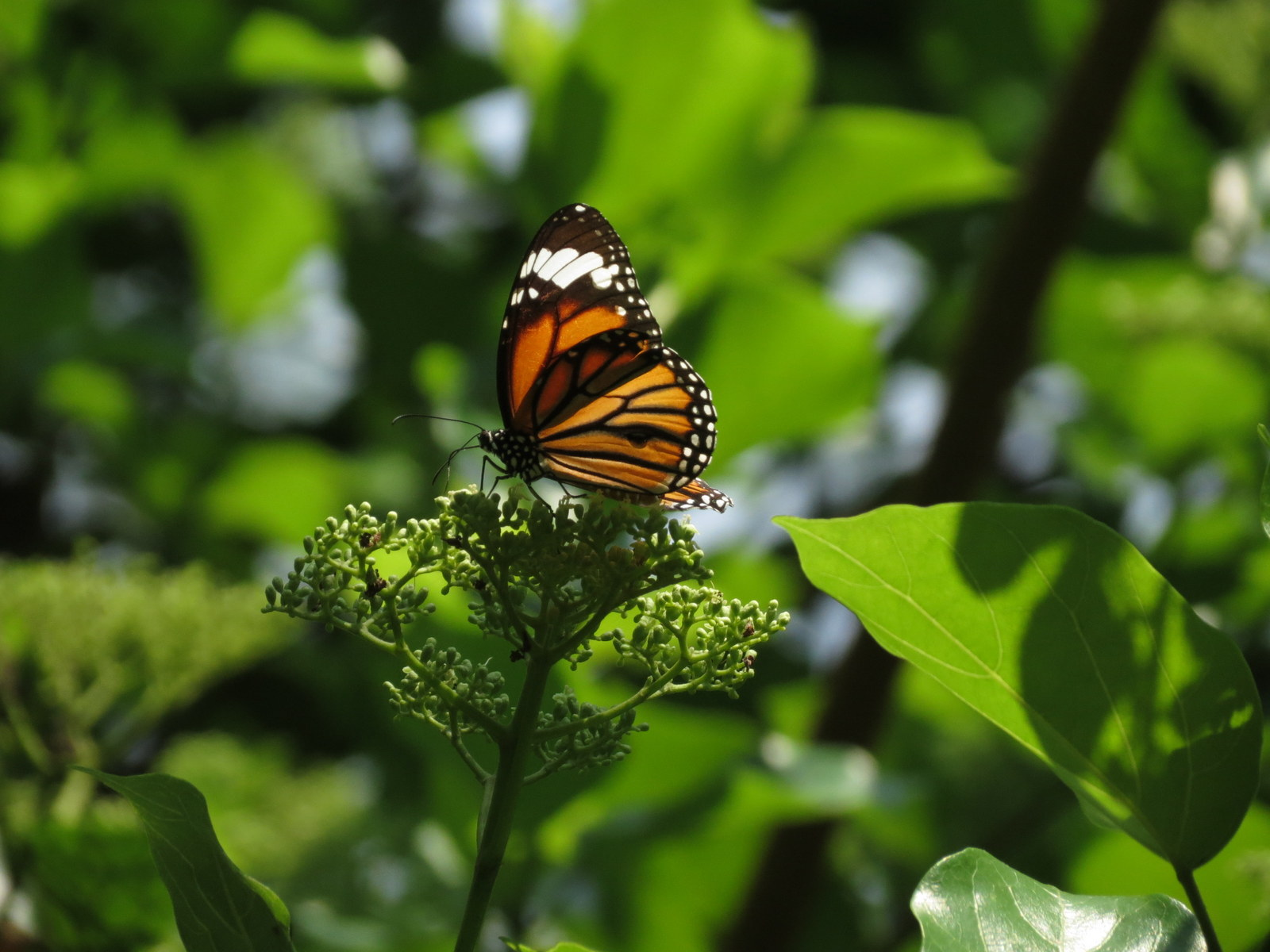
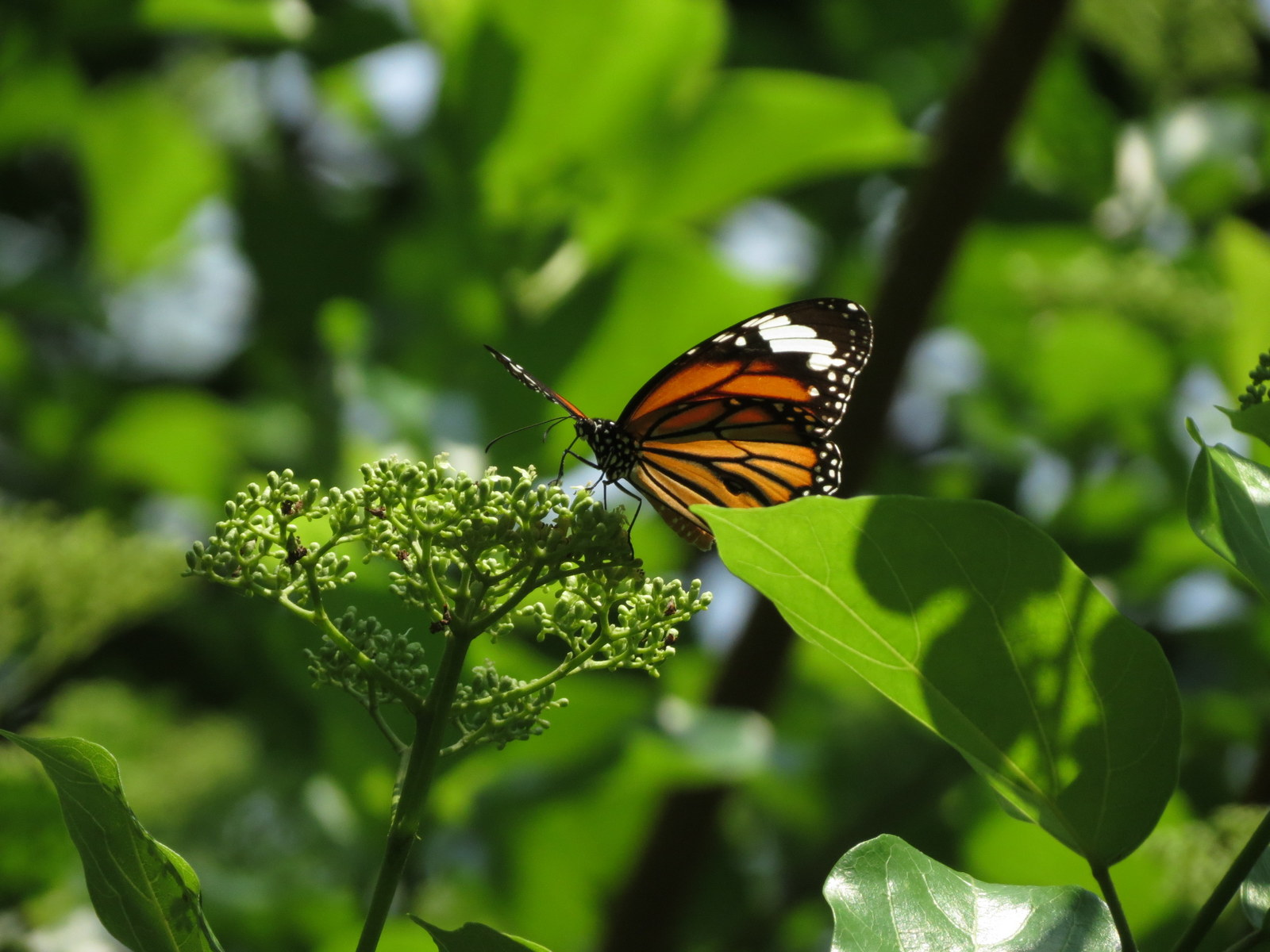
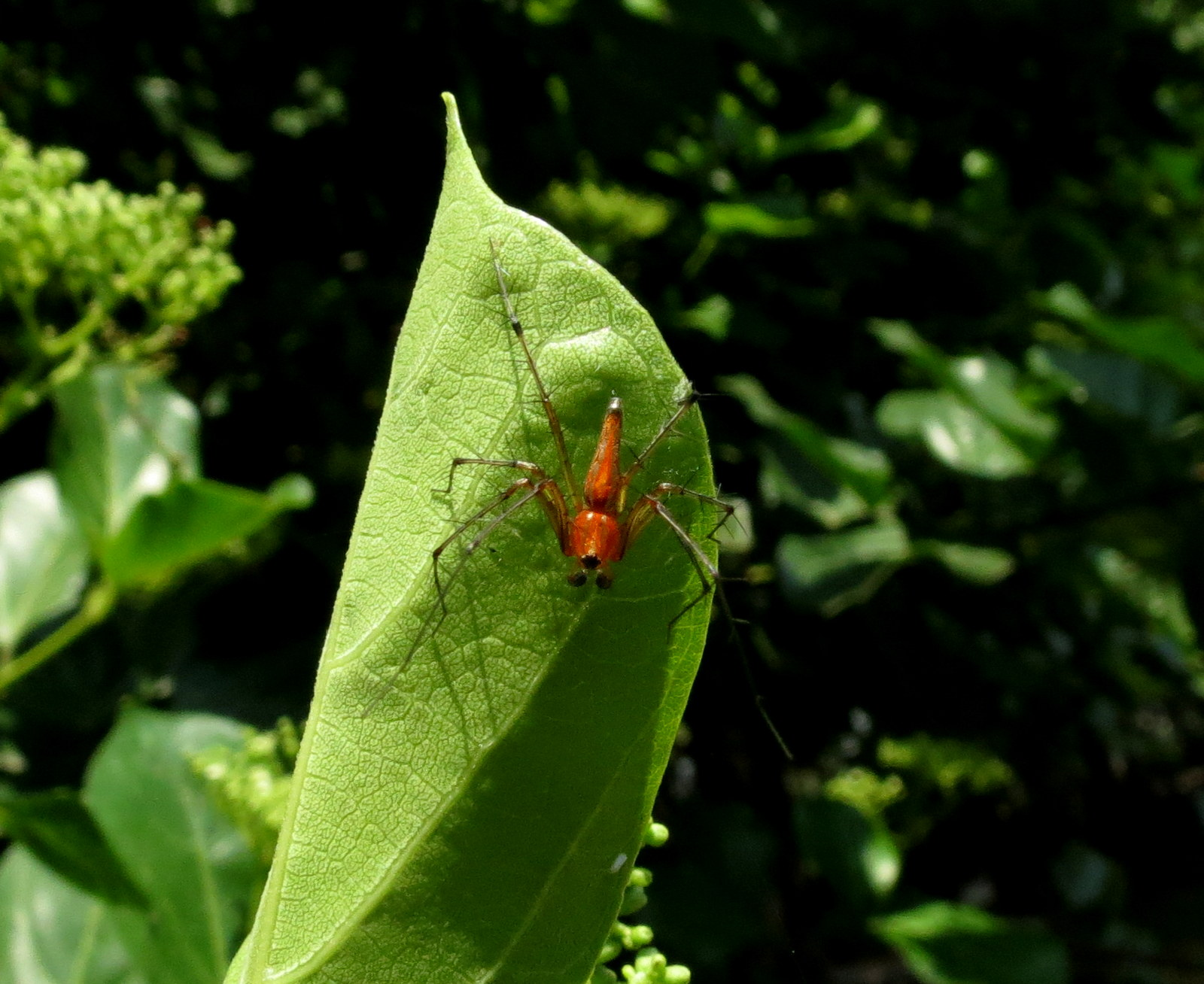
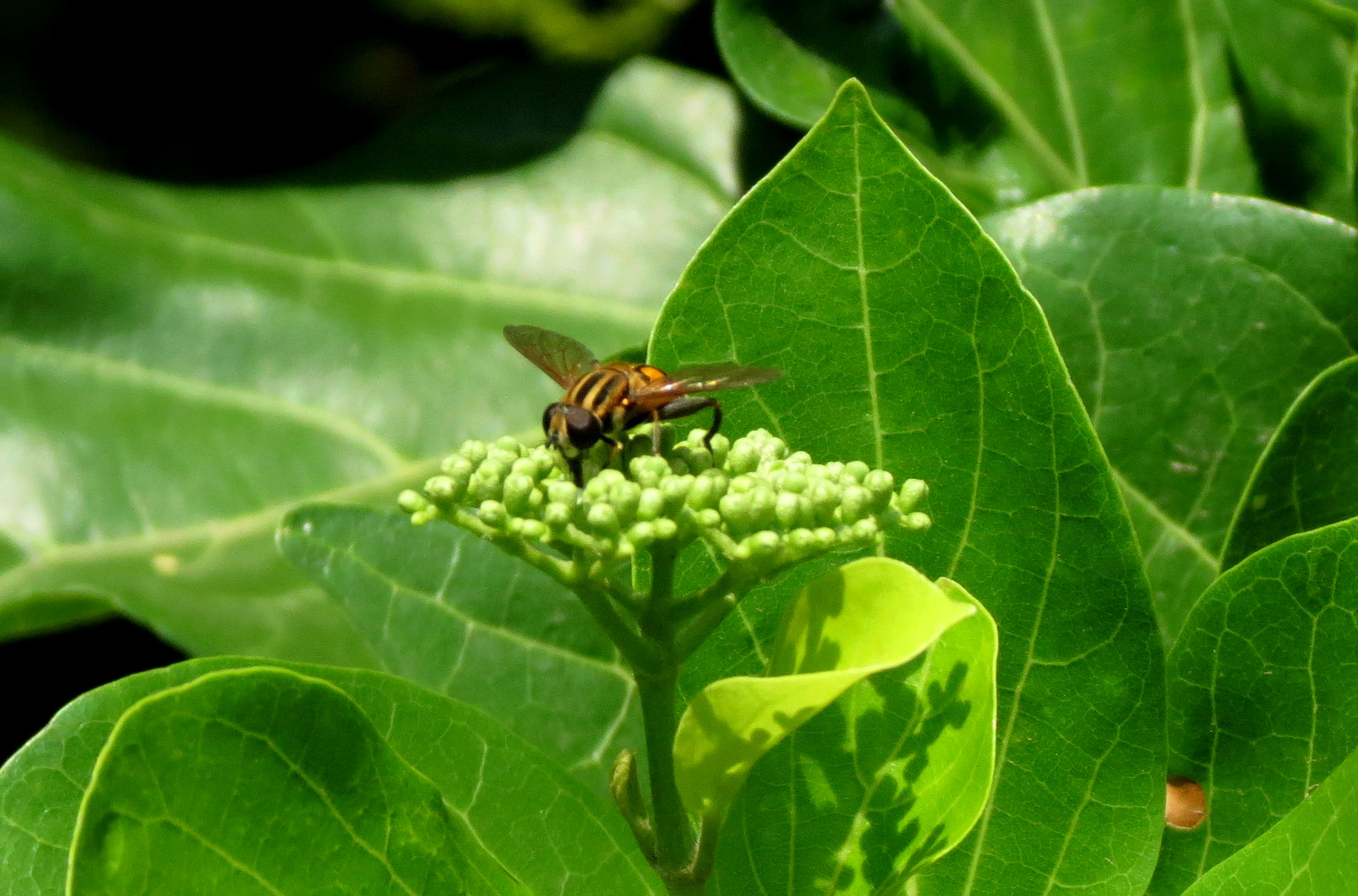
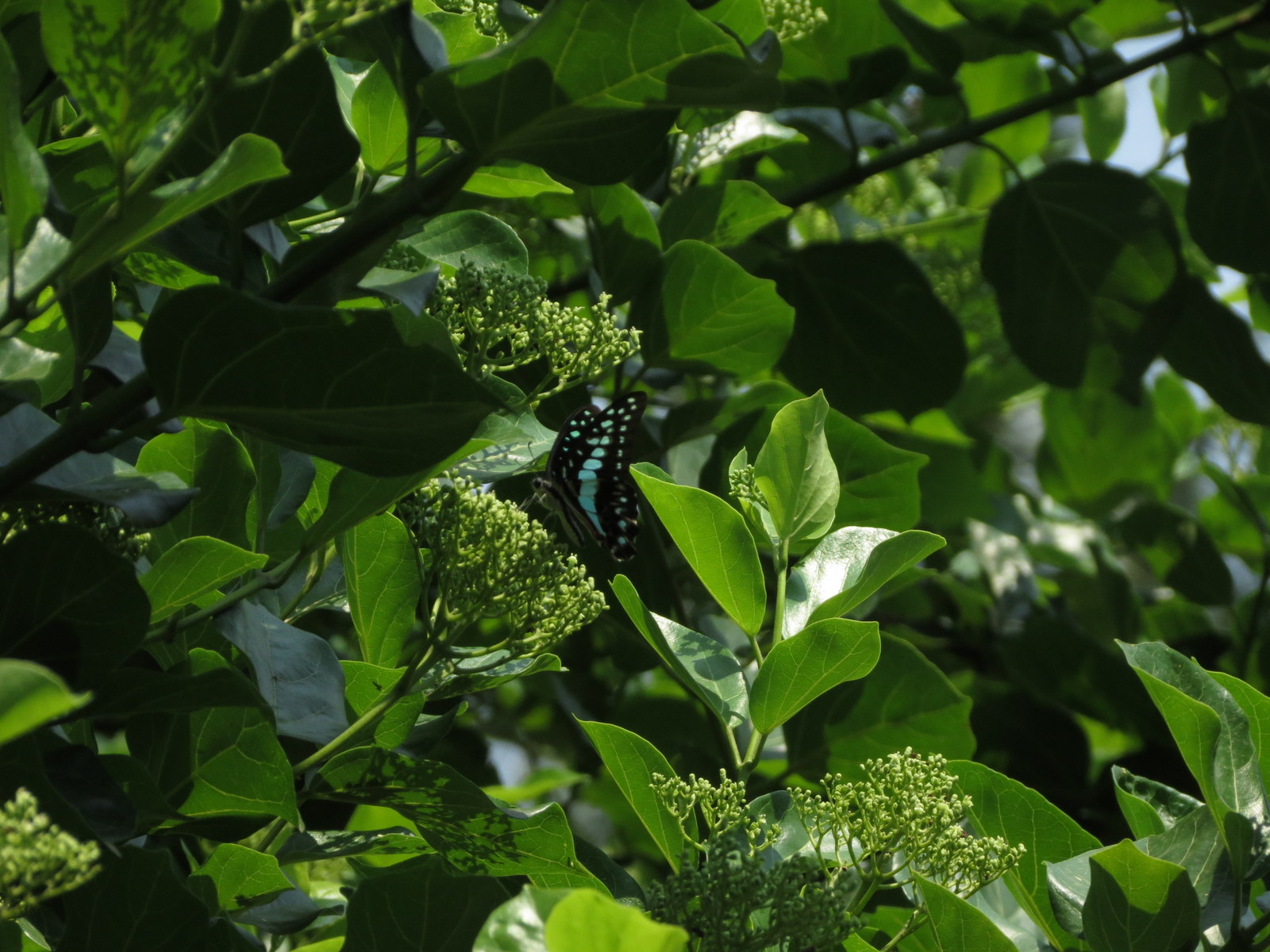
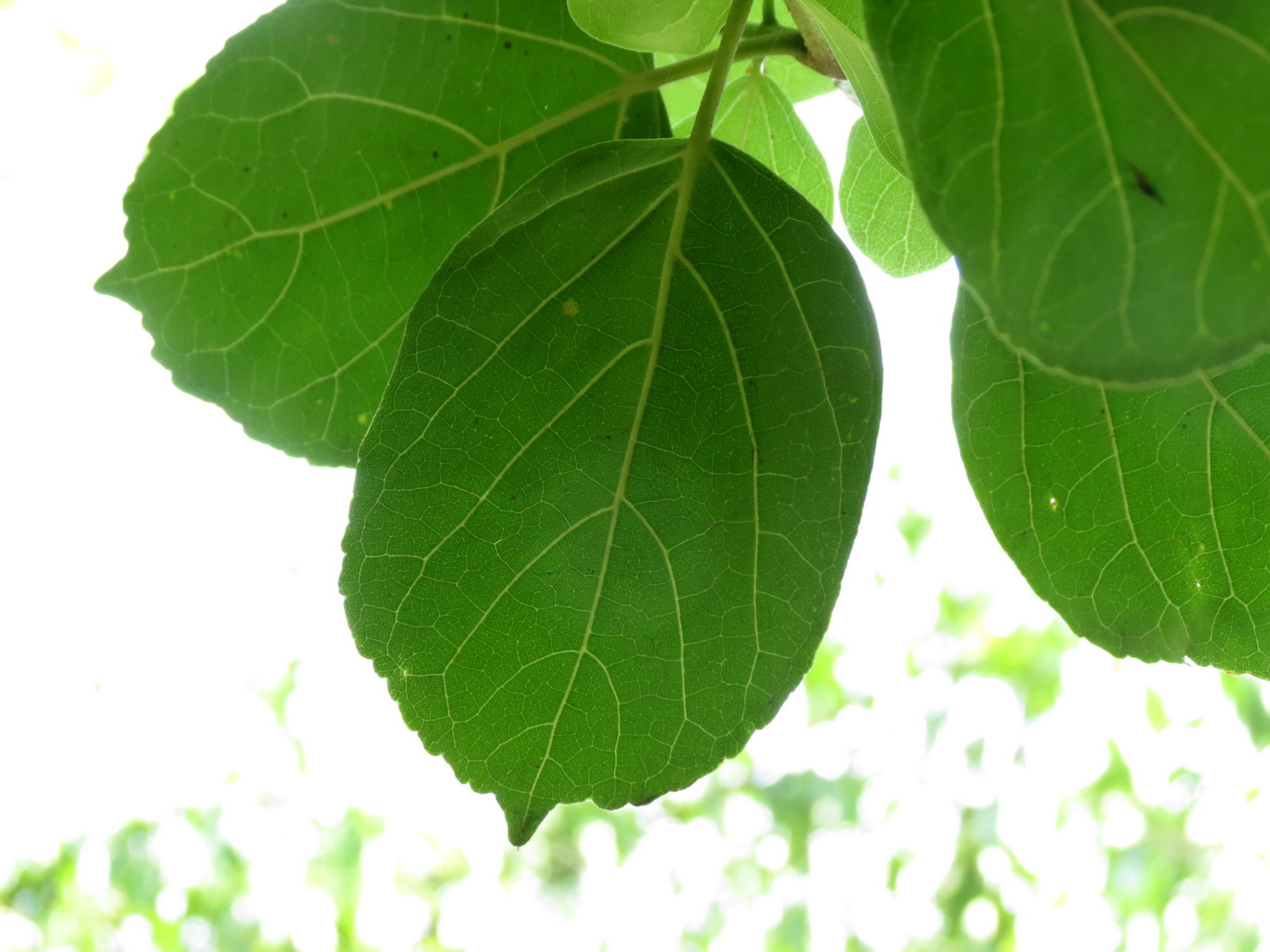
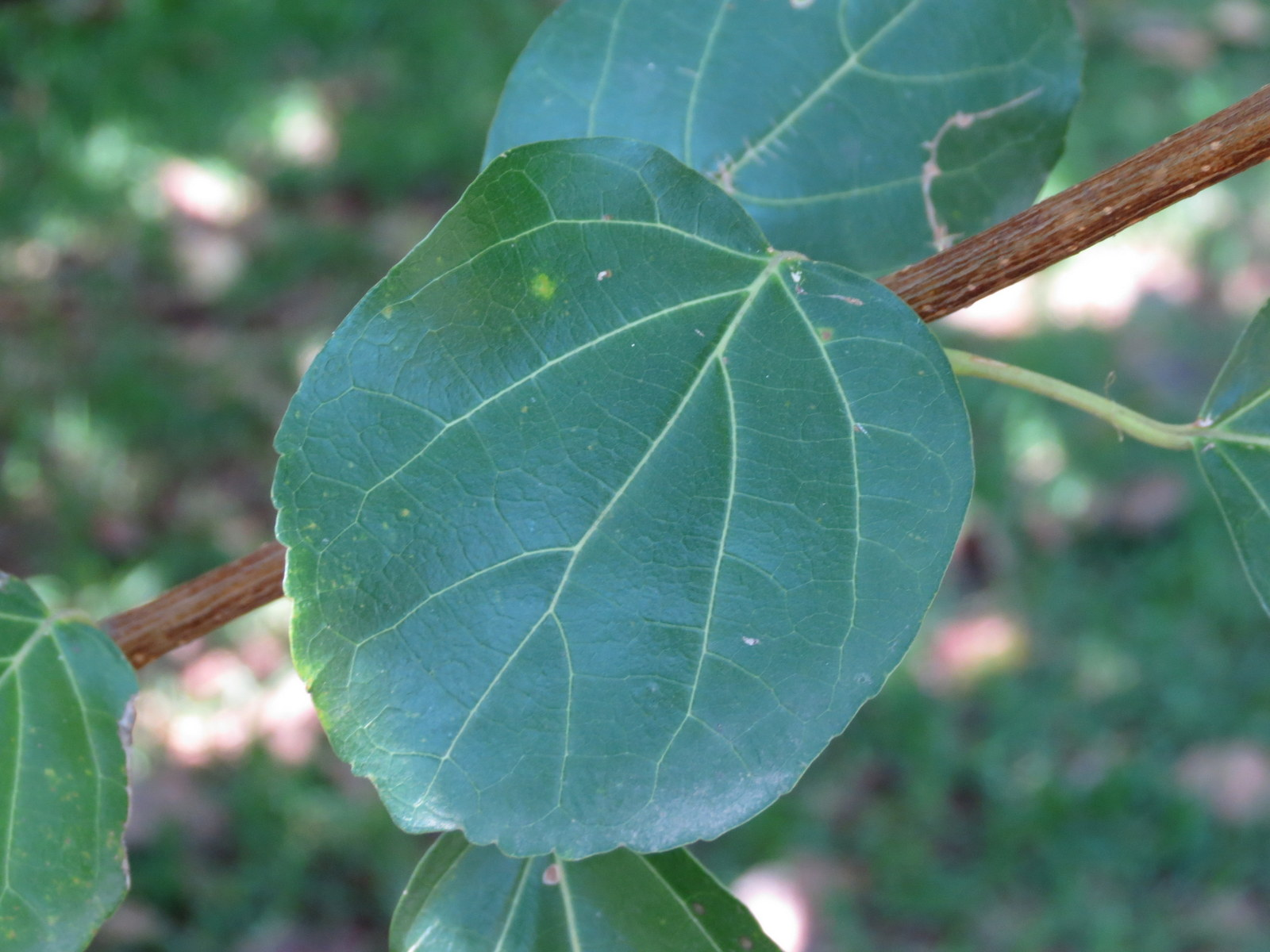
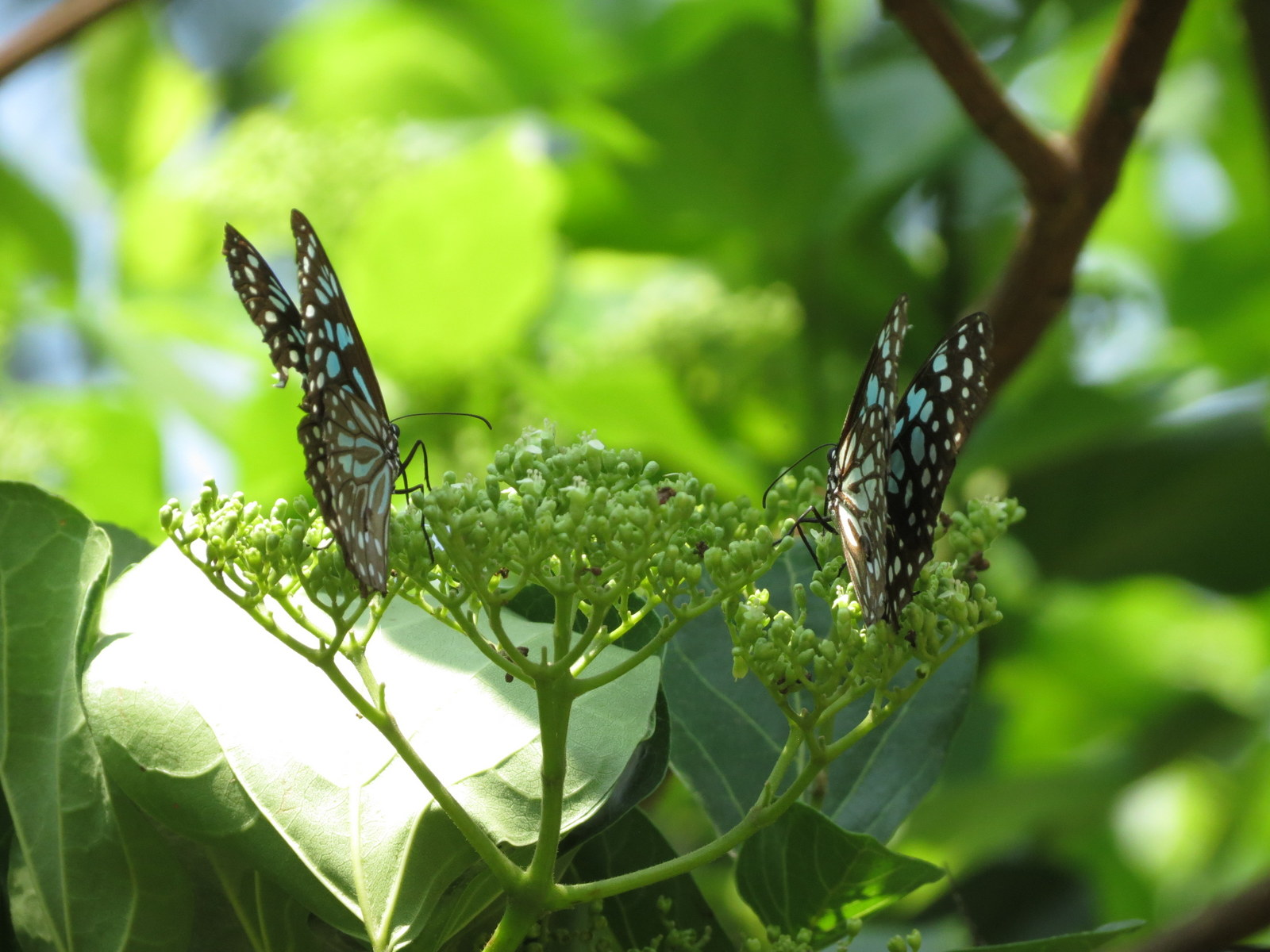
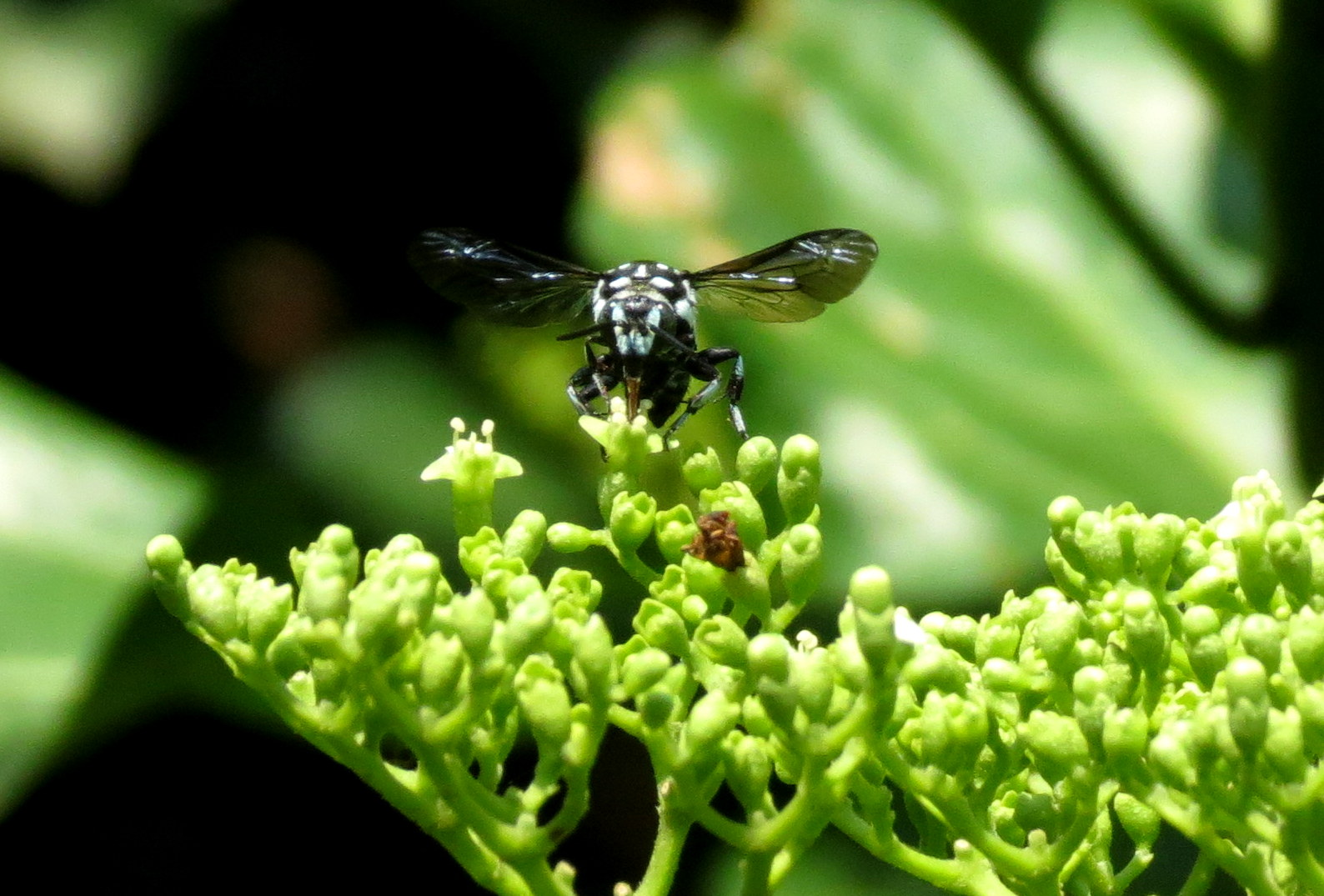
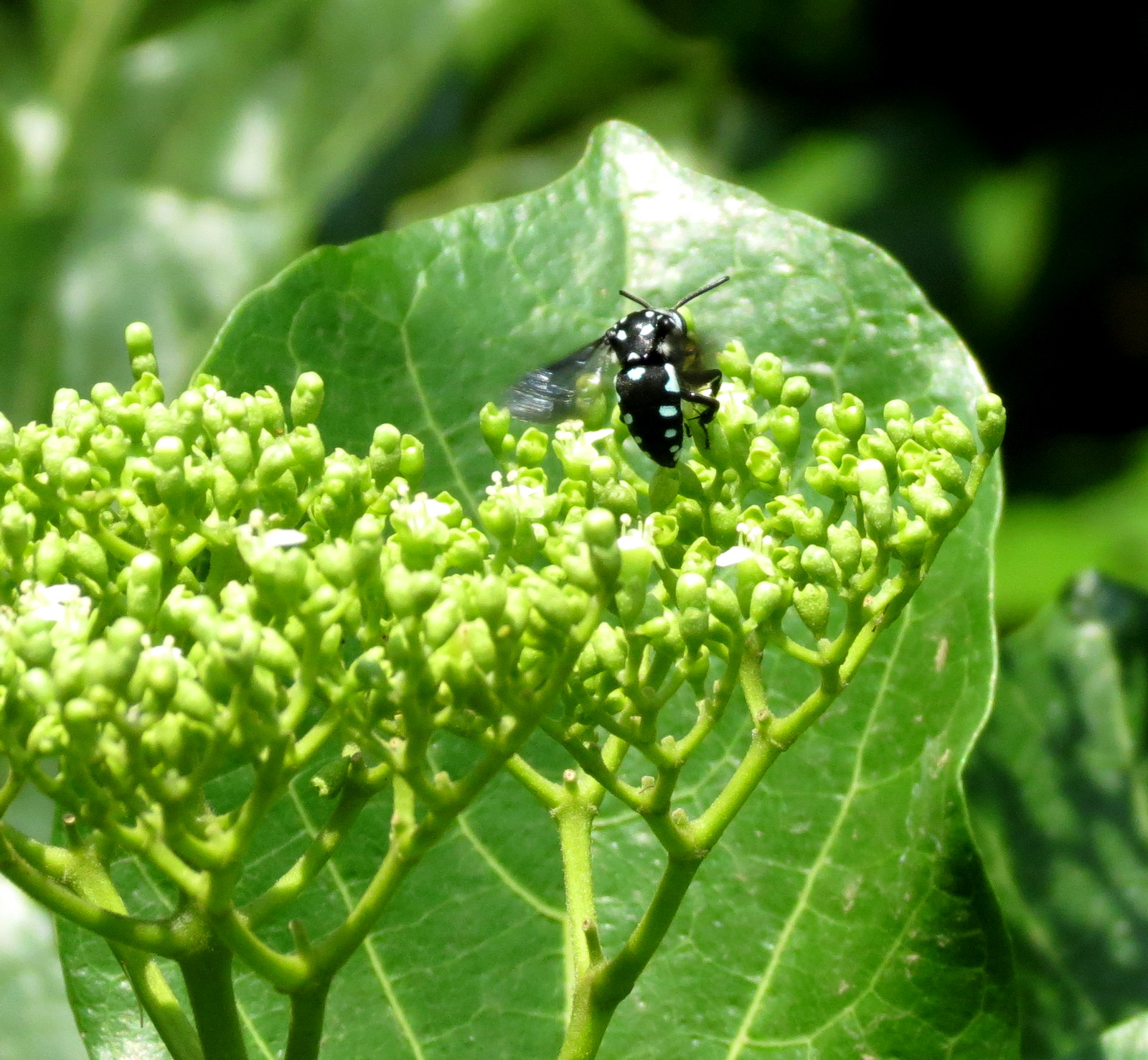
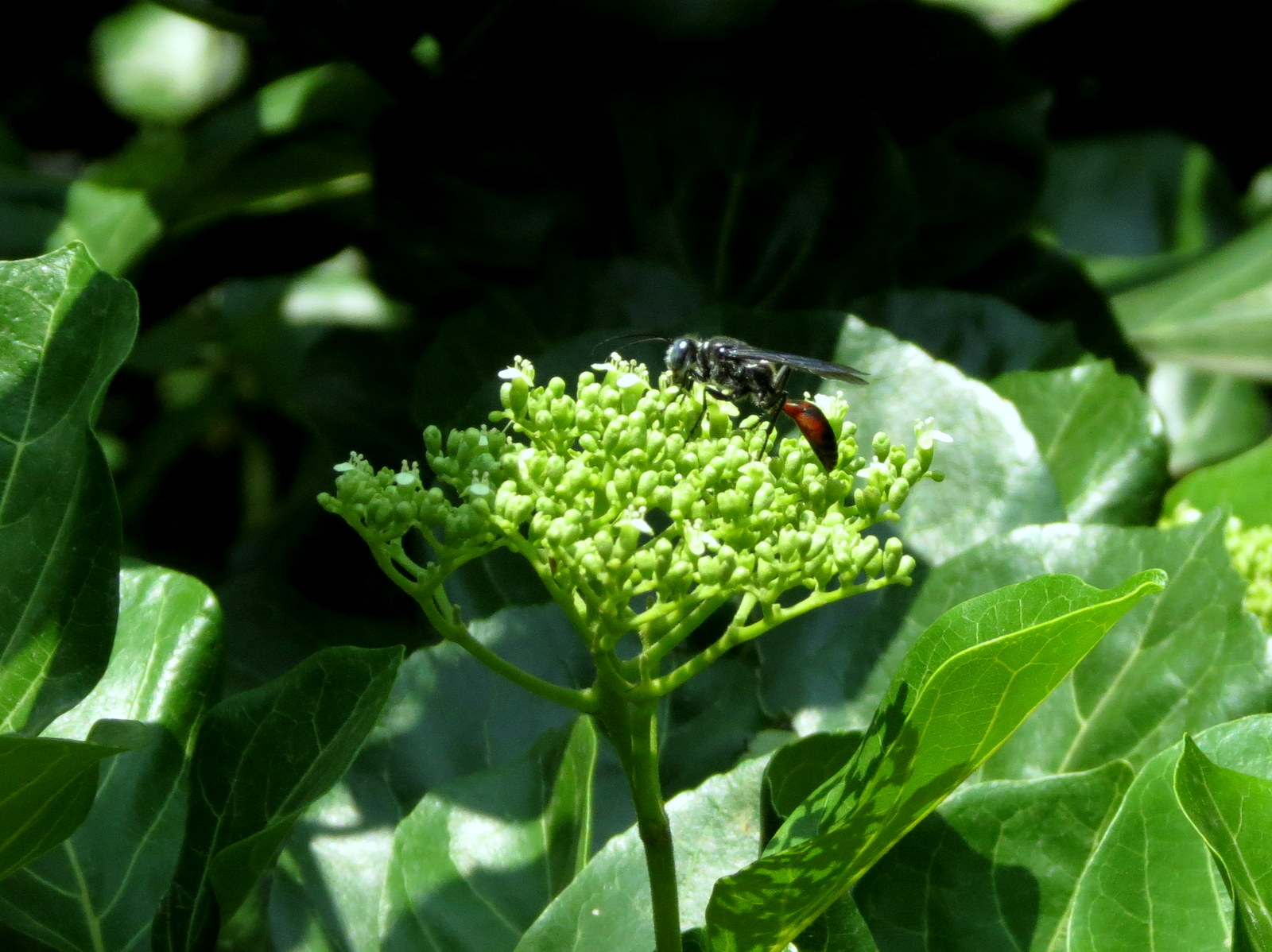
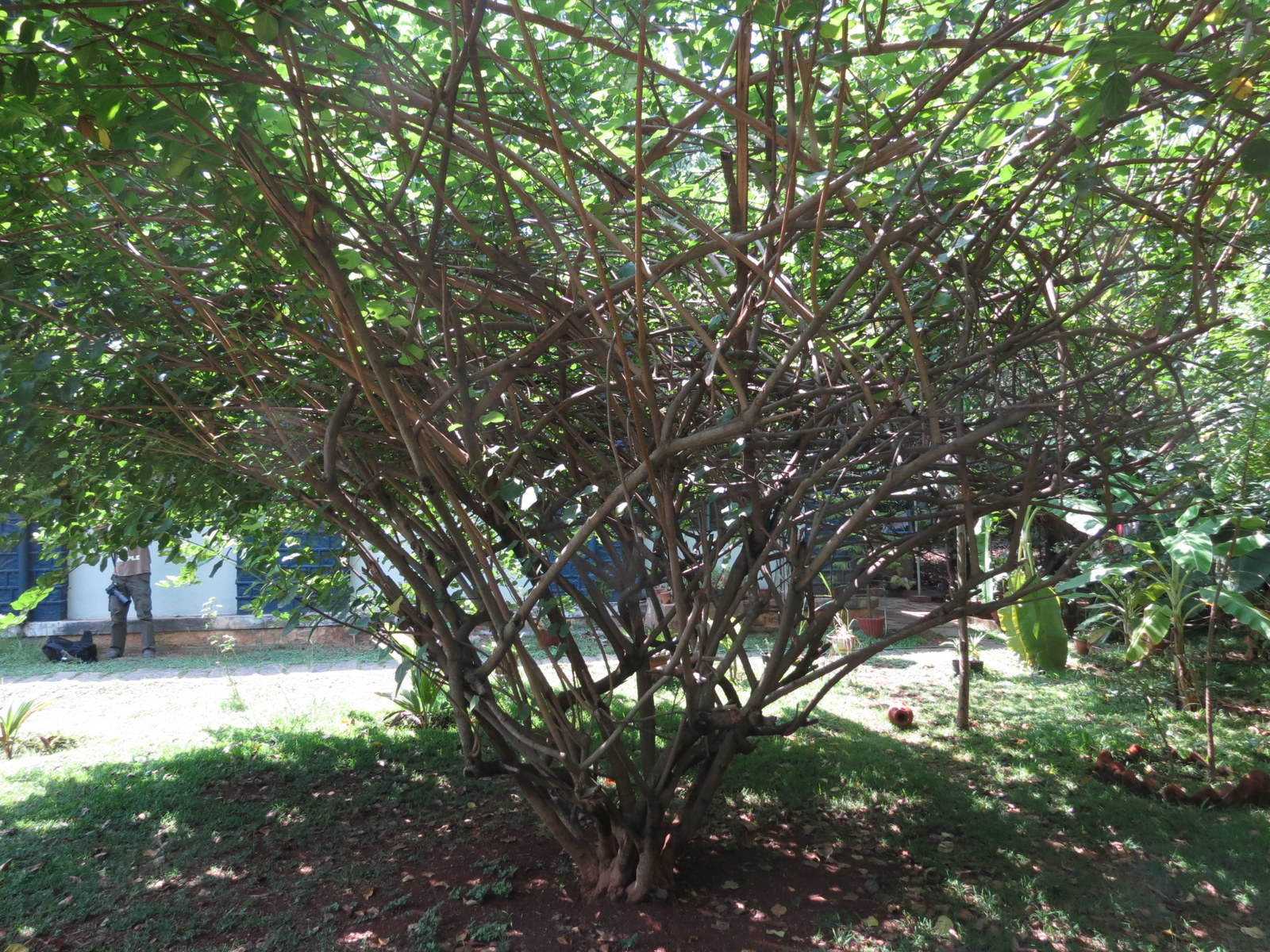
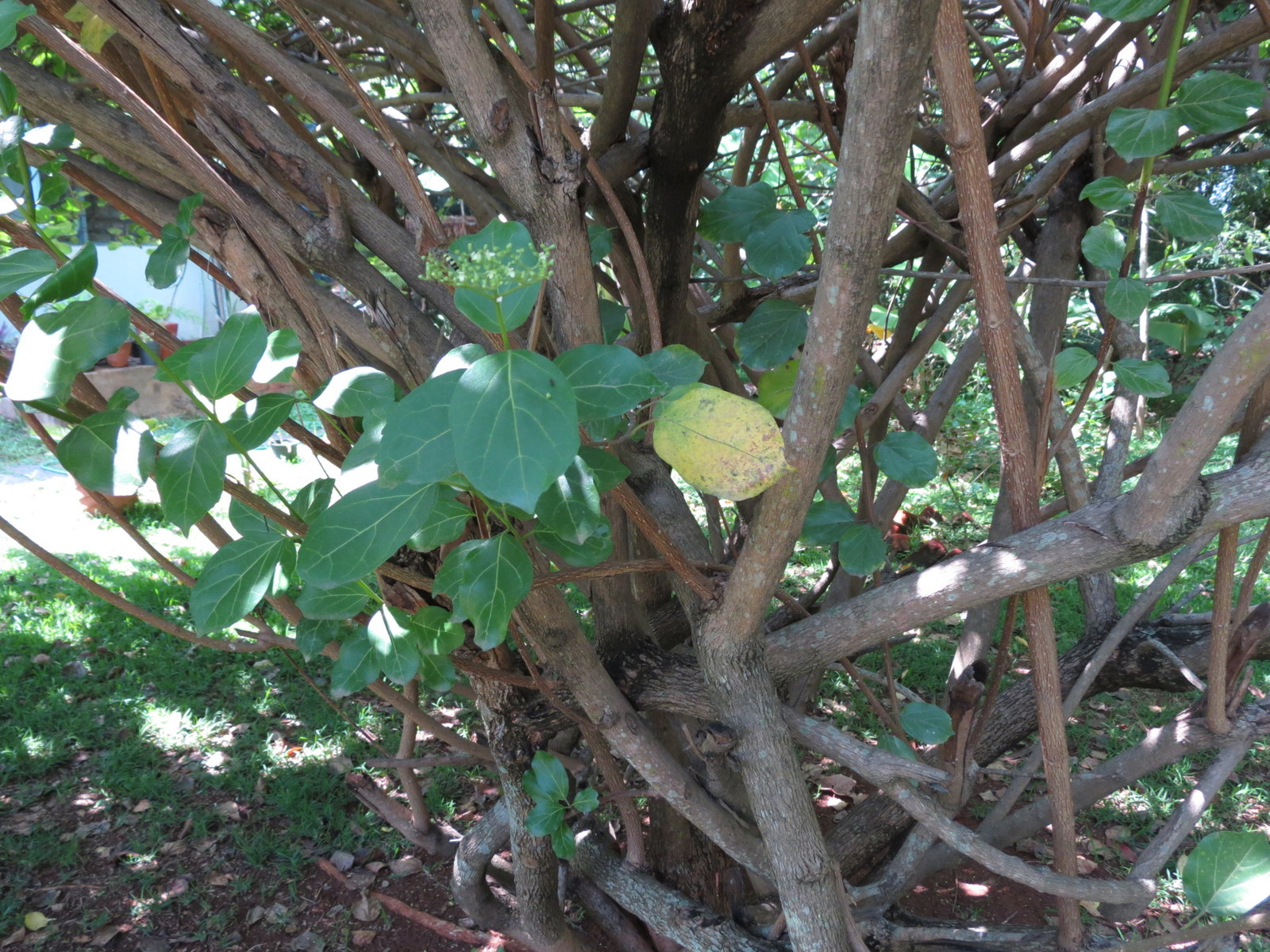
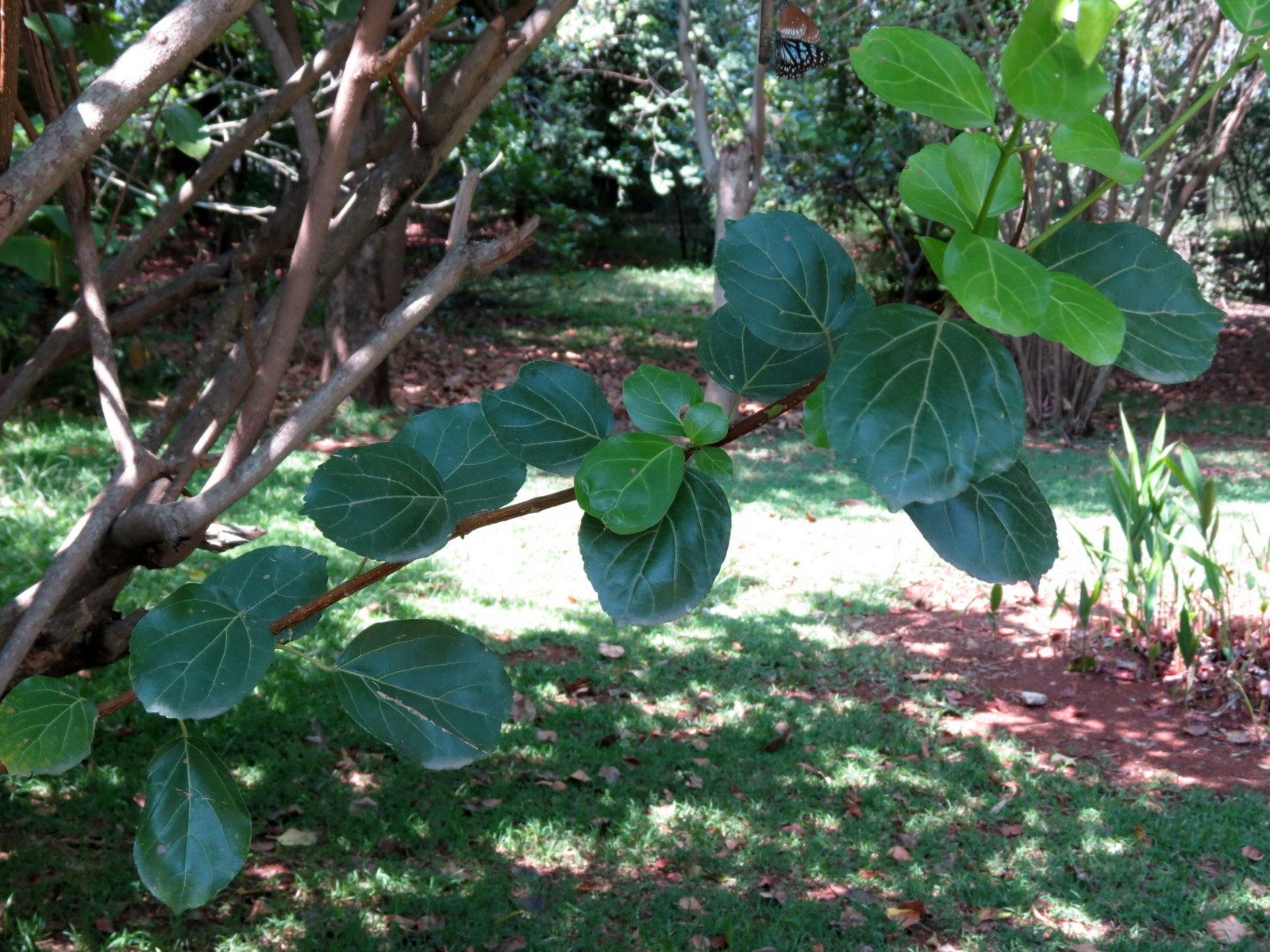
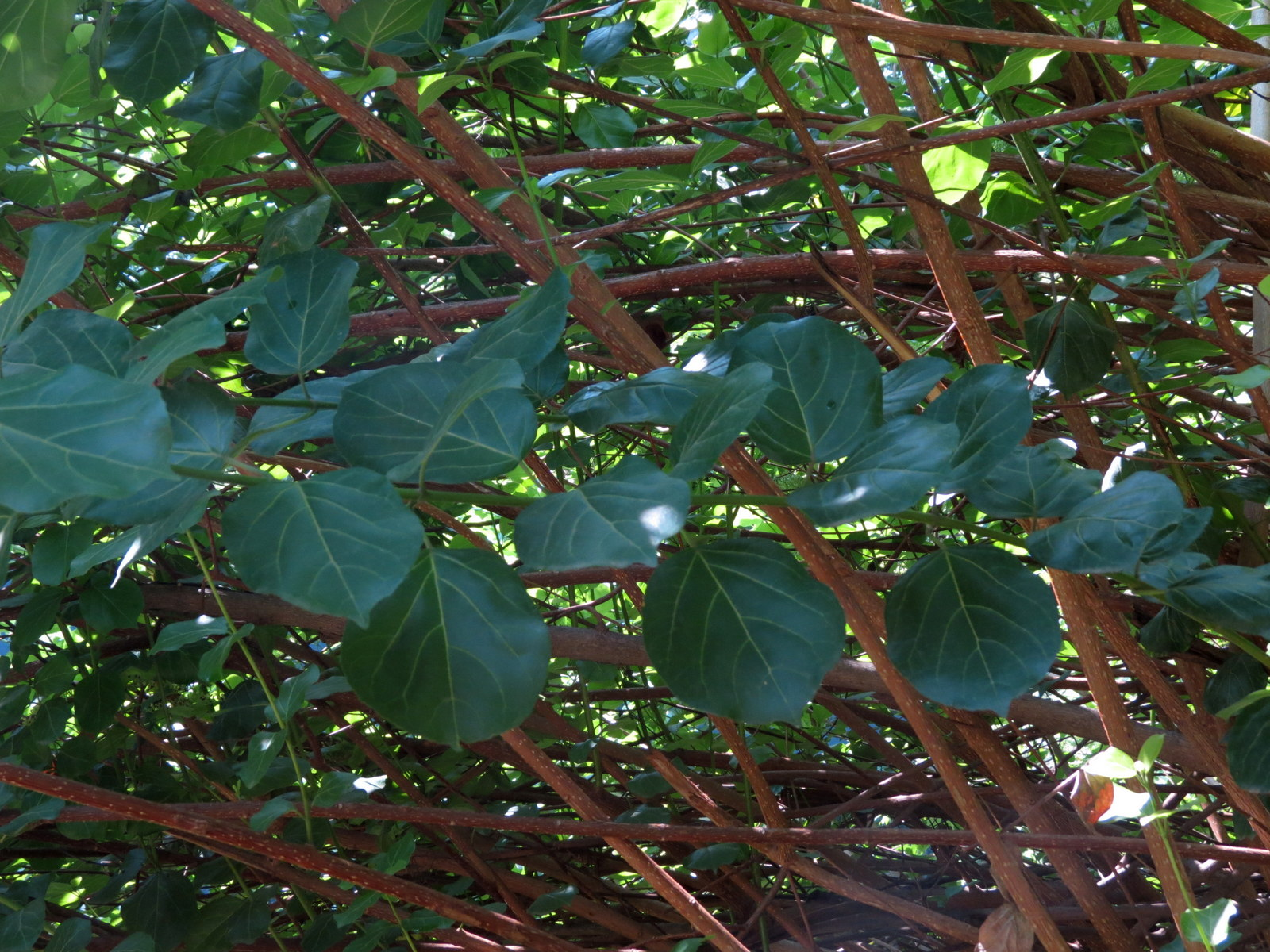
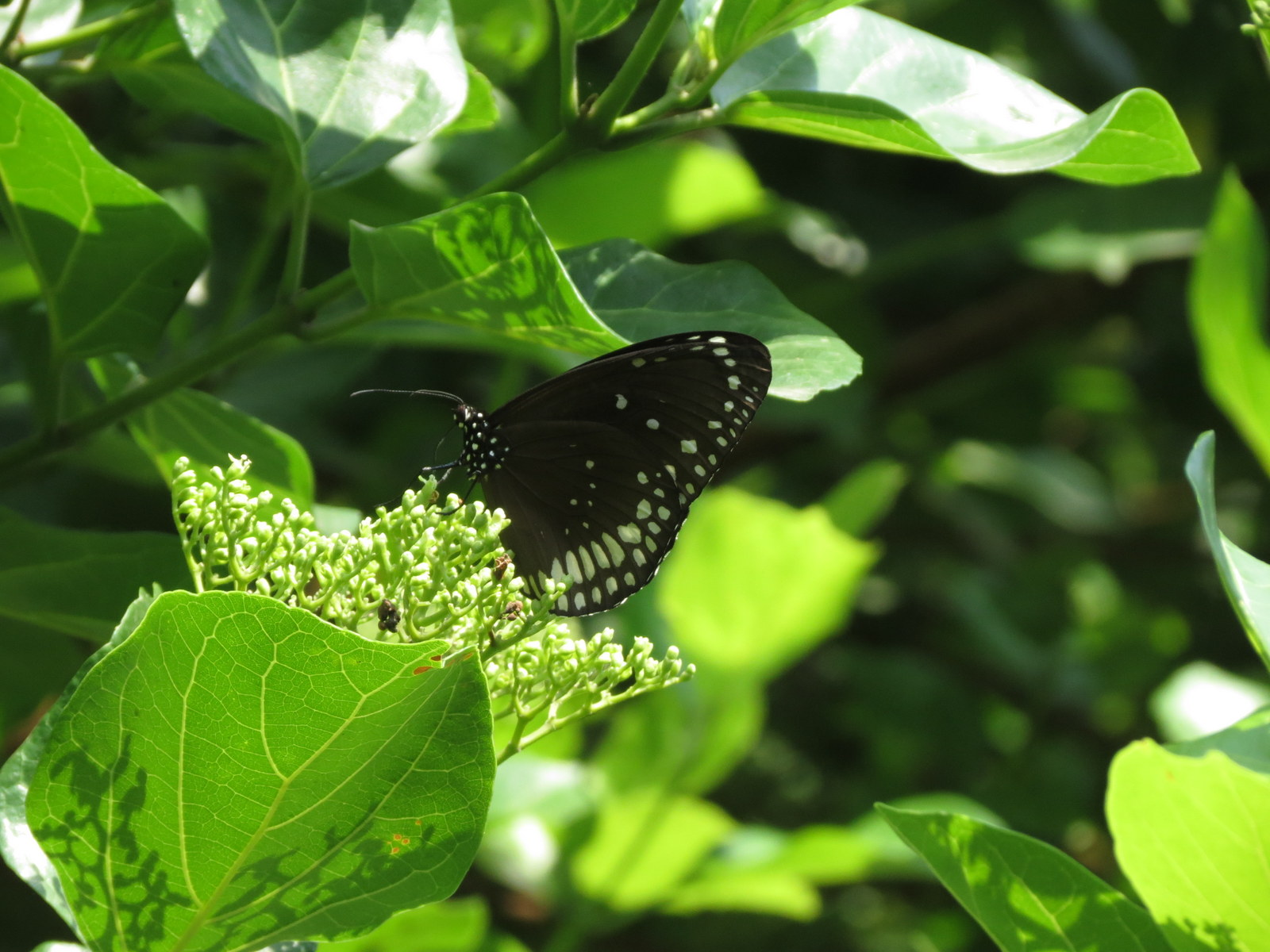
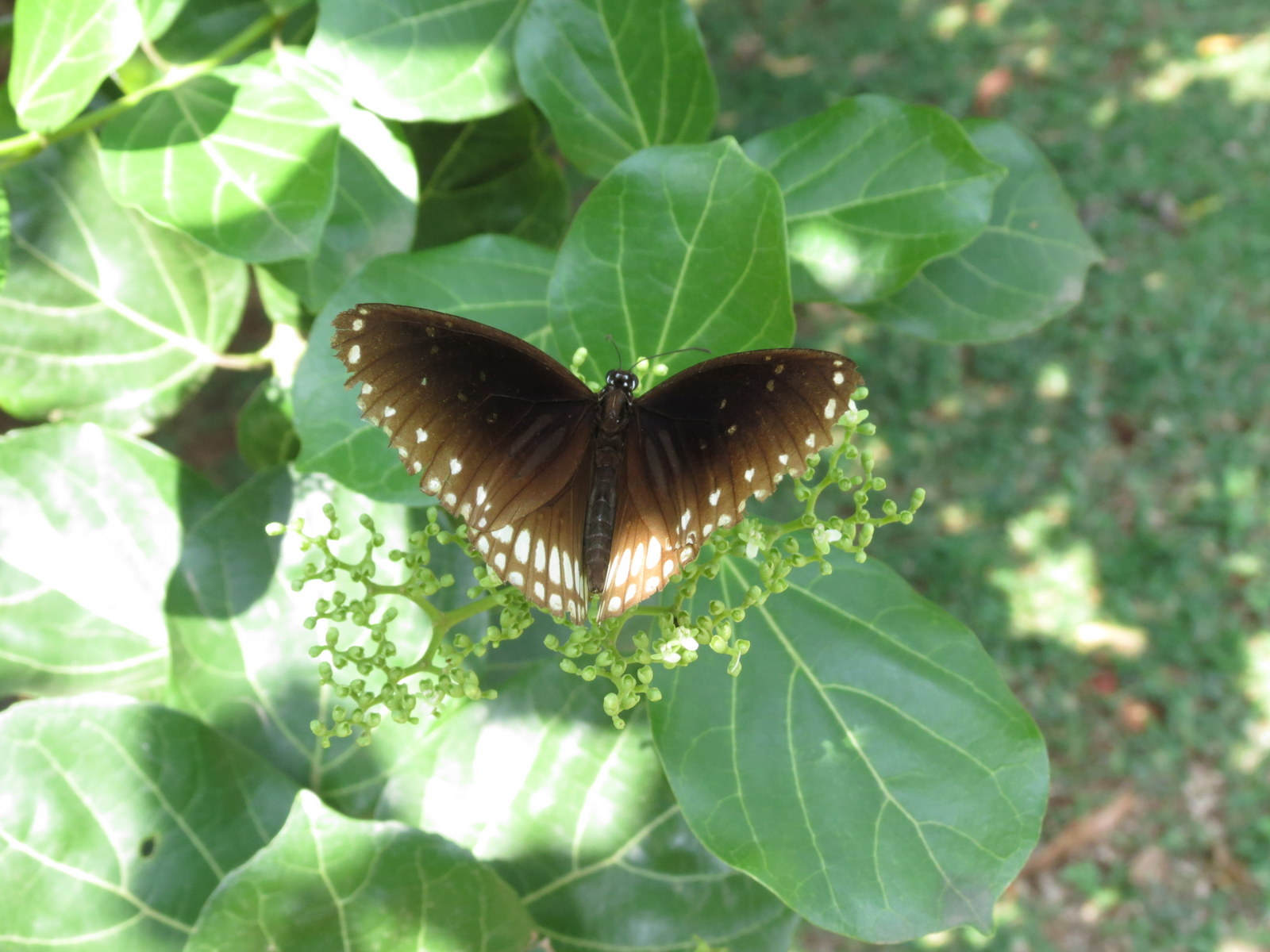
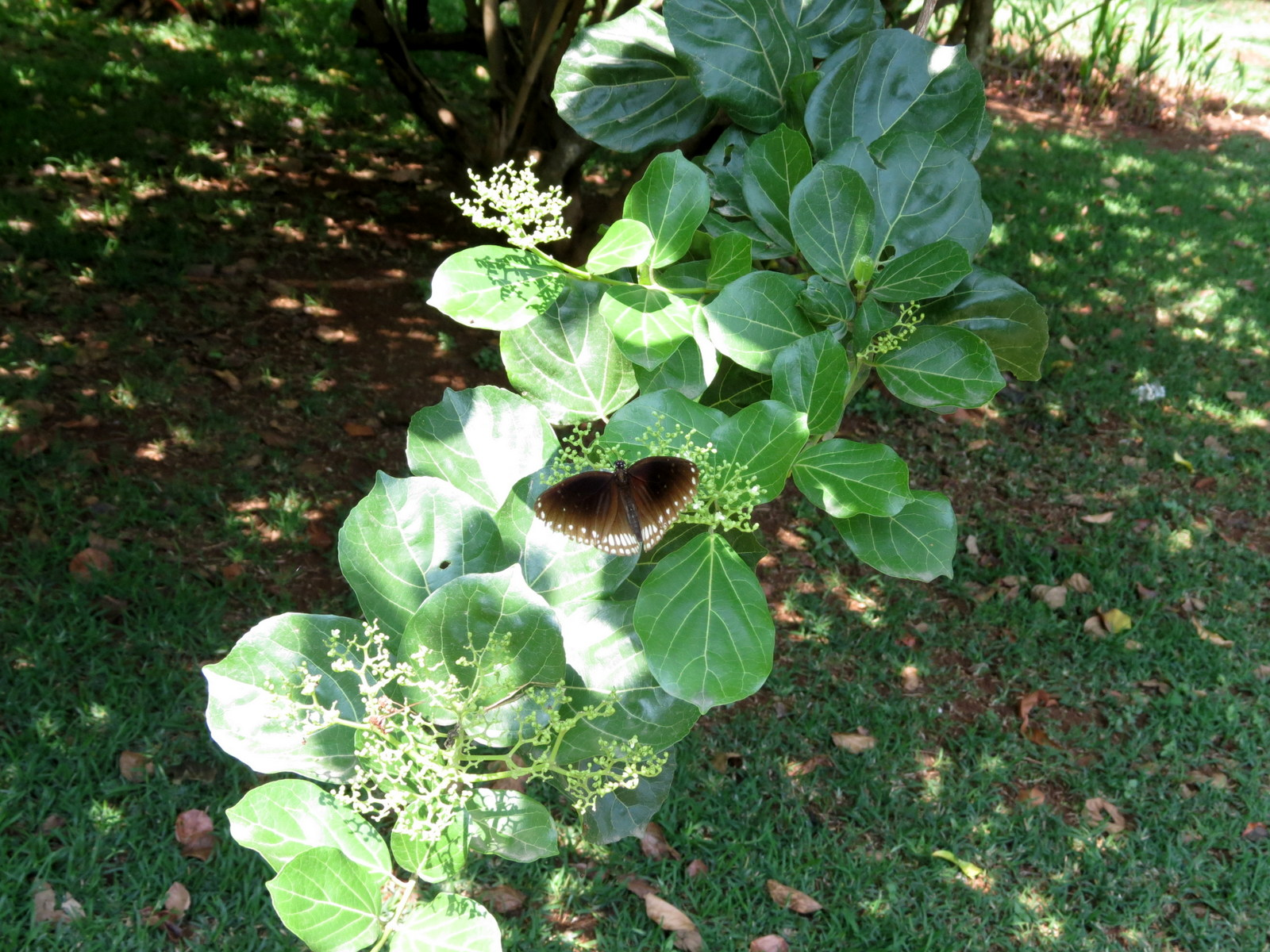
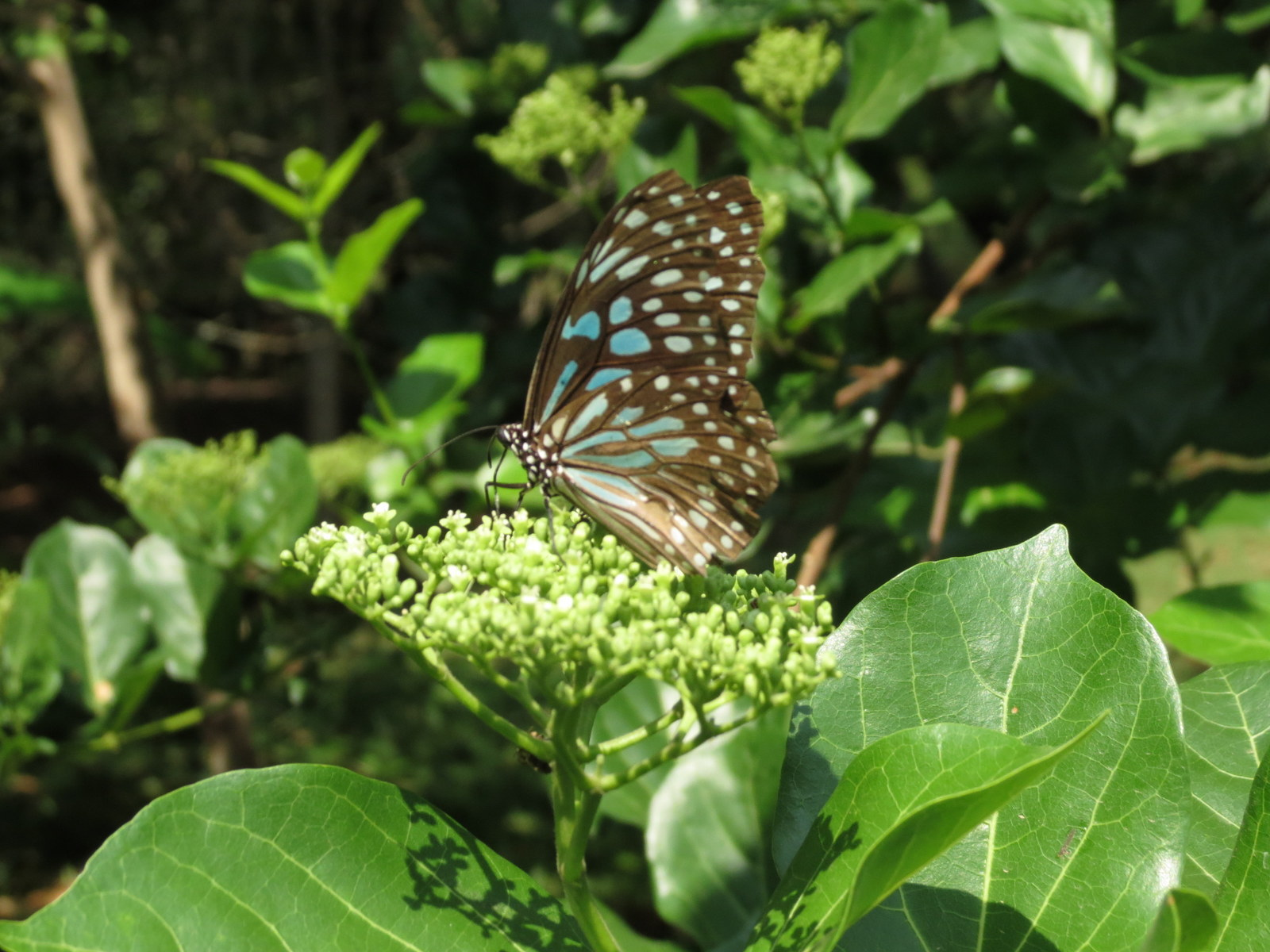
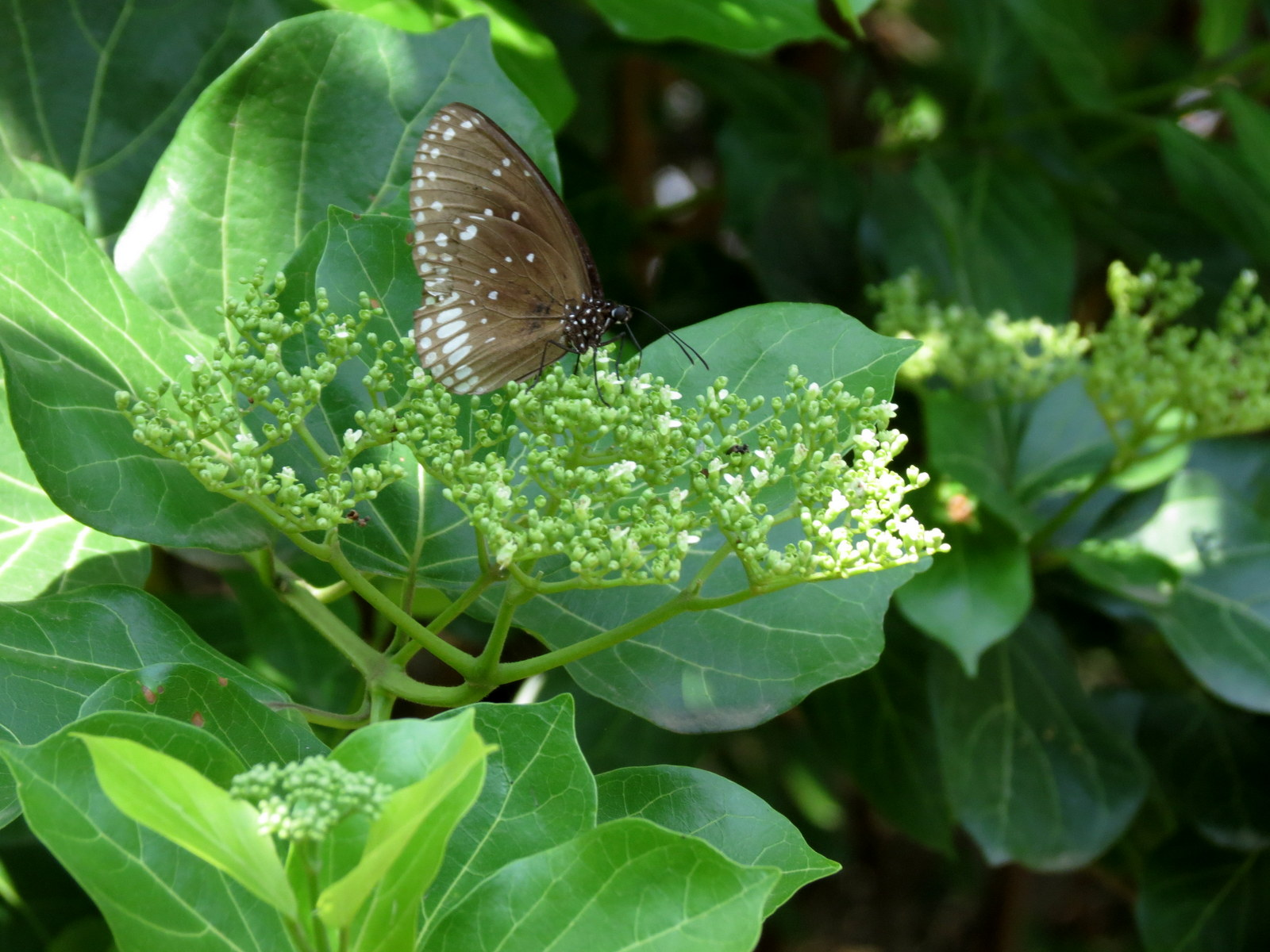
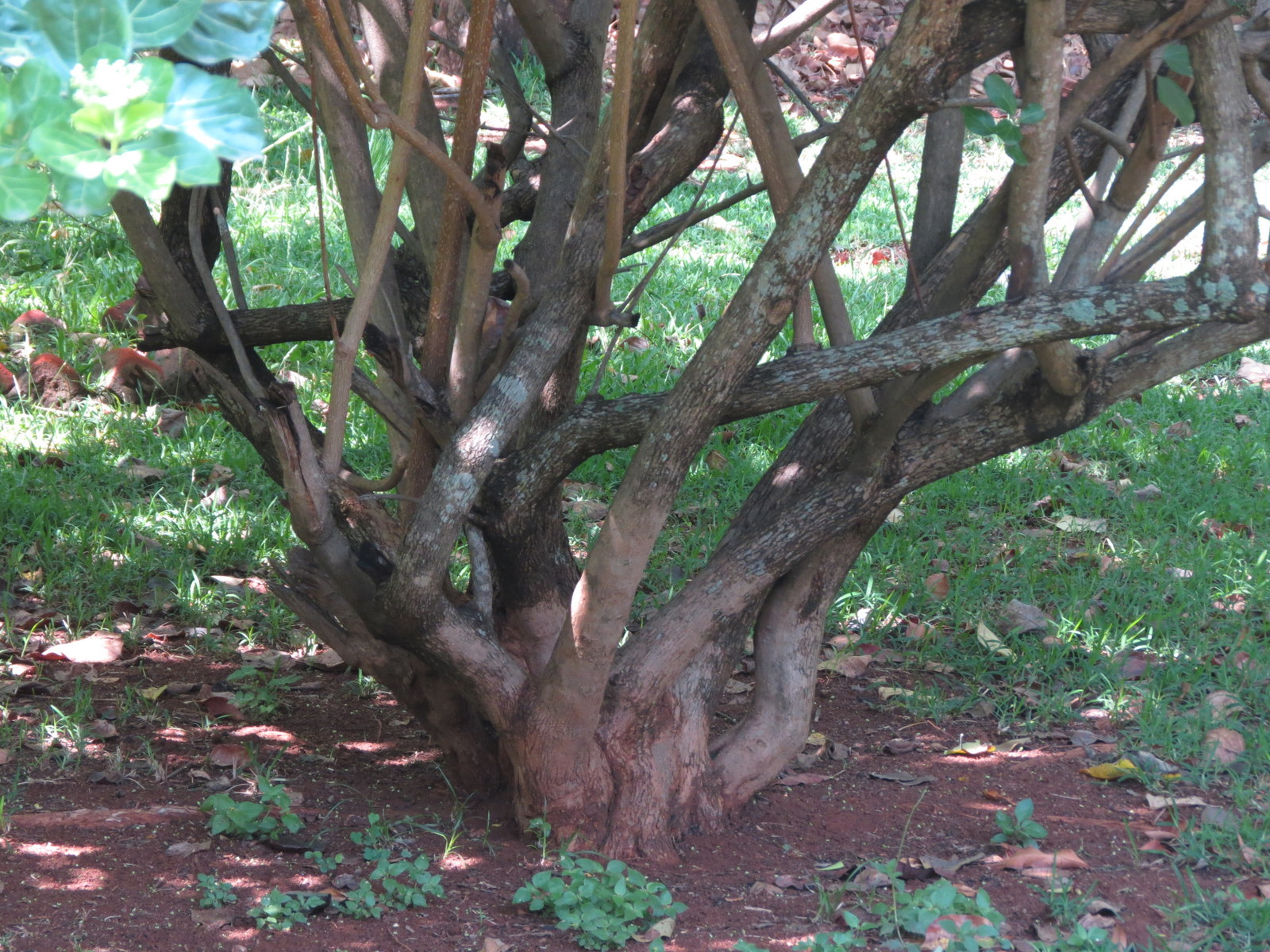
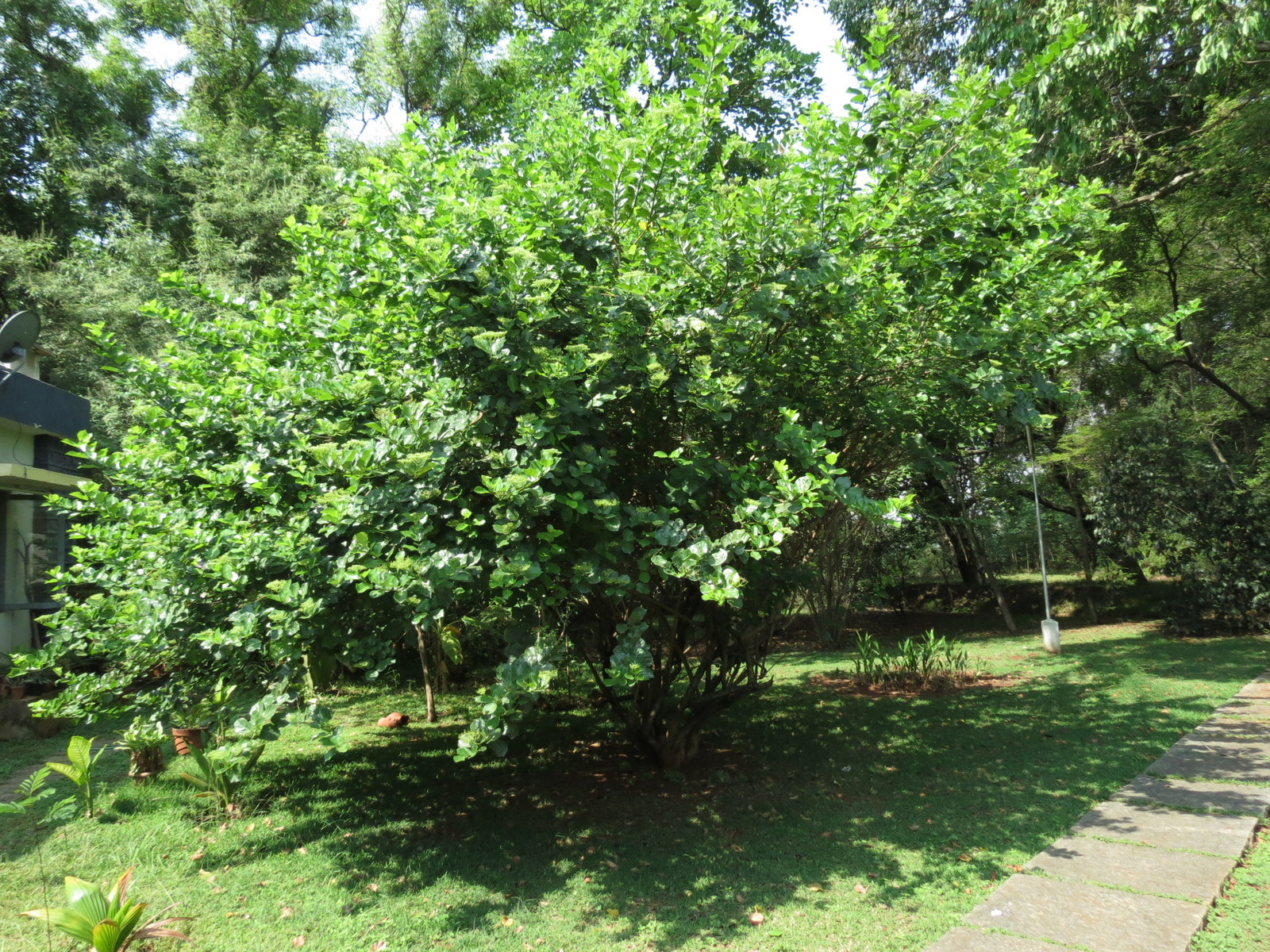
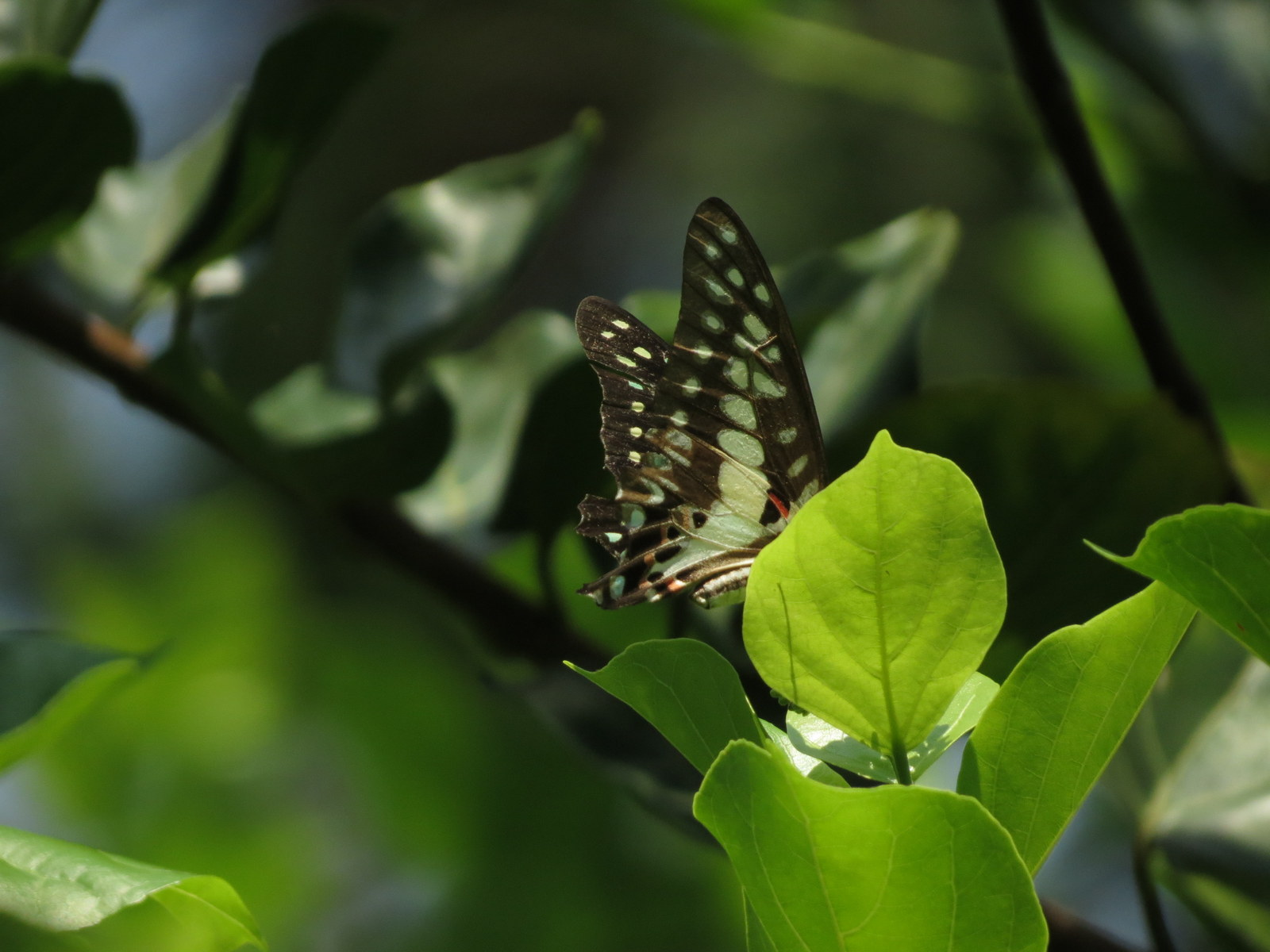
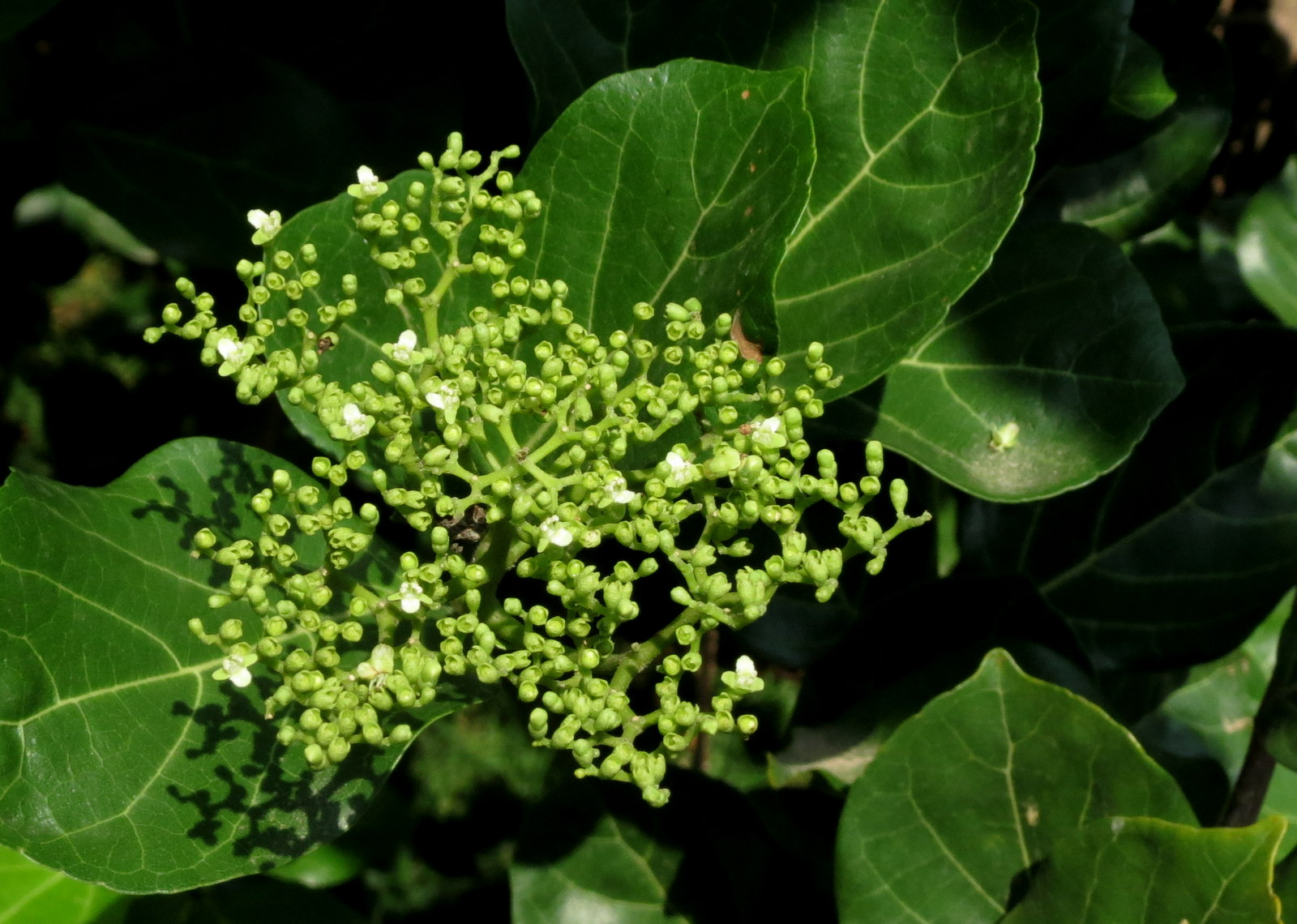
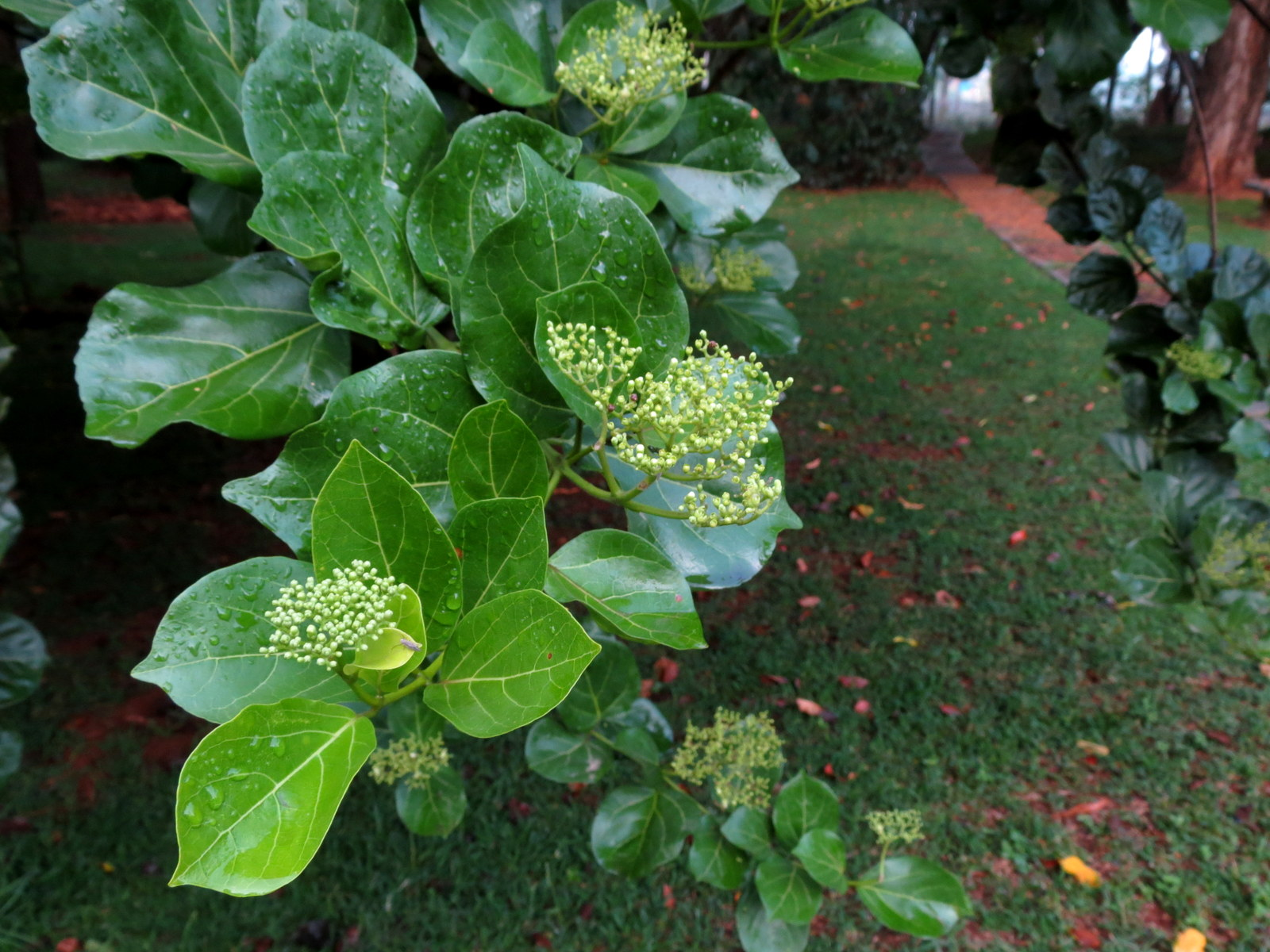
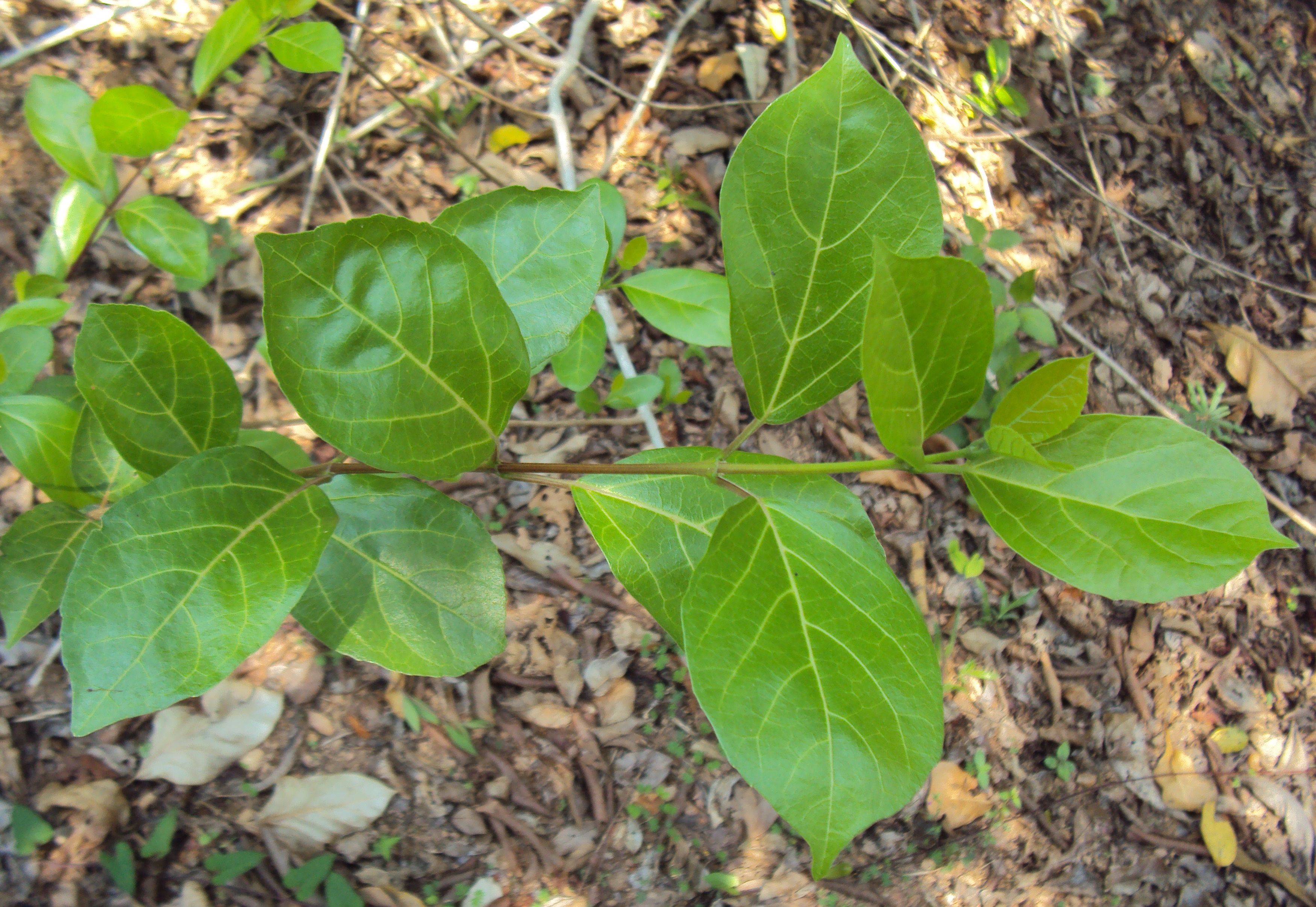
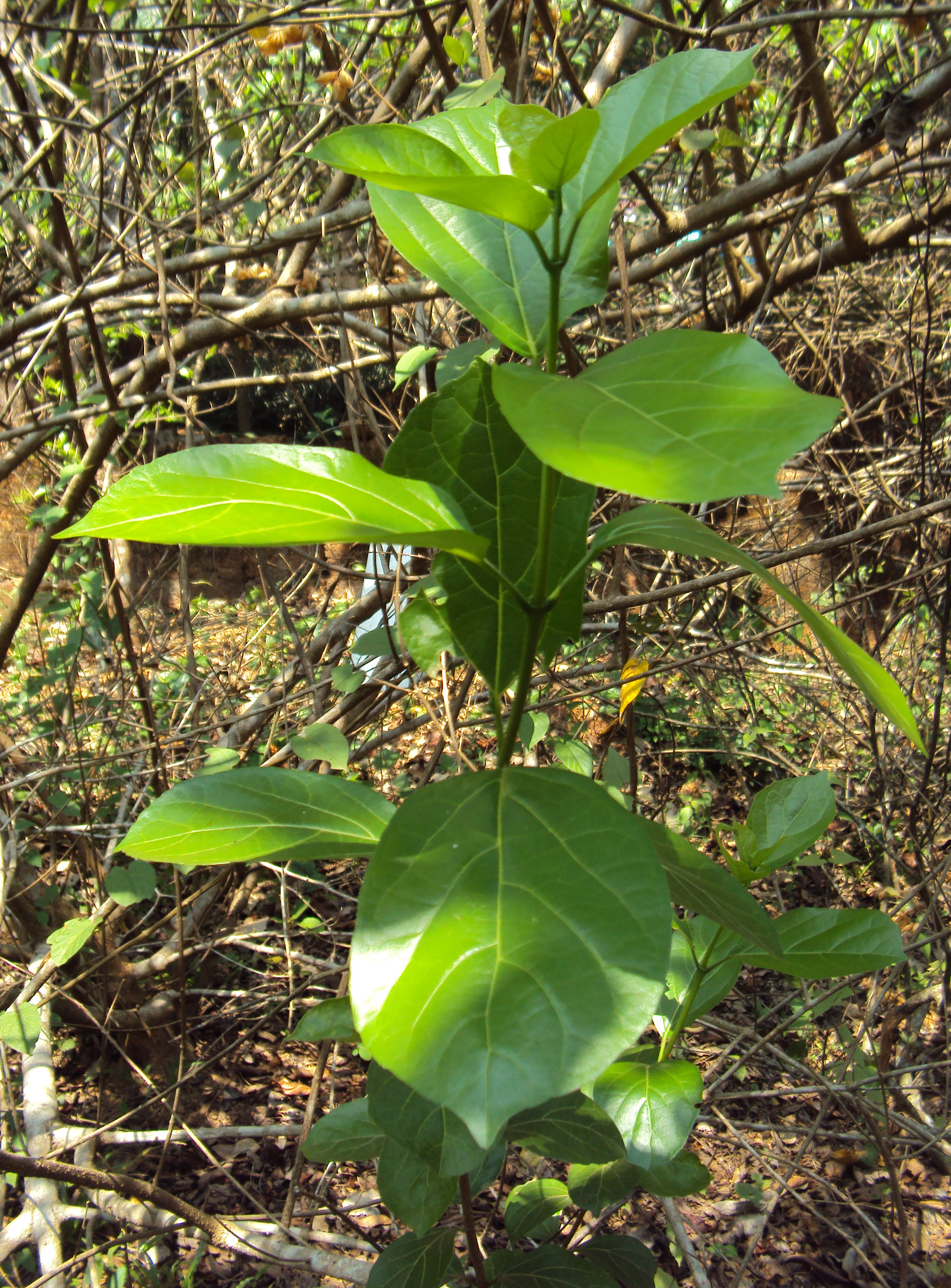
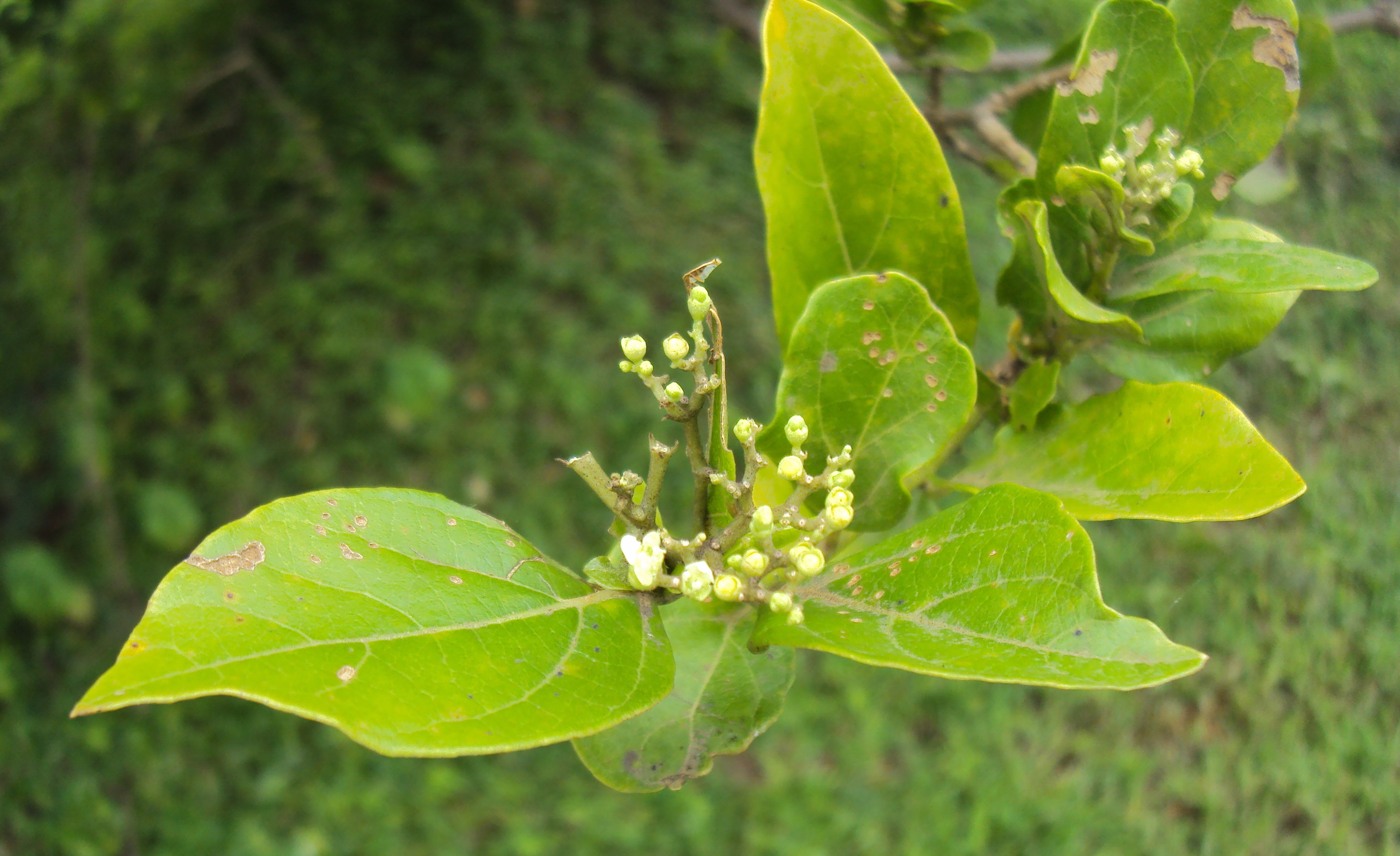